# Liste der Kinos in Berlin-Friedrichshain
Die Liste der Kinos in Berlin-Friedrichshain enthält eine Übersicht aller Kinos, die im Berliner Ortsteil Friedrichshain existiert haben oder noch existieren. Die Liste wurde nach Angaben aus den Recherchen im Kino-Wiki aufgebaut und mit Zusammenhängen der Berliner Kinogeschichte aus weiteren historischen und aktuellen Bezügen verknüpft. Sie spiegelt den Stand der in Berlin jemals vorhanden gewesenen Filmvorführeinrichtungen als auch die Situation im Januar 2020 wider. Danach gibt es in Berlin 92 Spielstätten, was Platz eins in Deutschland bedeutet, gefolgt von München (38), Hamburg (28), Dresden (18) sowie Köln und Stuttgart (je 17). 
Gleichzeitig ist diese Zusammenstellung ein Teil der Listen aller Berliner Kinos und der Ortsteillisten.

## Einleitung

### Grundsätze zur Einrichtung von Filmvorführstätten
Der Ortsteil Friedrichshain liegt im Bereich des Berliner Kerngebiets. Mit Beginn des 20. Jahrhunderts, in der Anfangszeit des Kinos entstanden zahlreiche Kinematographentheater, später kurz Kino genannt. Ladenkinos (auch „Flohkinos“ genannt), also kleinste Vorführräume mit einem Kinematographen und einigen Stühlen, eröffneten, konnten aber nicht lange bestehen. Oft waren die neuen Kinounternehmer zuvor Kaufleute oder Gastwirte, auch stellten Besitzer von Kinematographen diese in Gast- und Schankwirtschaften auf, um geliehene Stummfilme vorzuführen. Aus dem häufigen Wechsel der Besitzer von Kinos kann geschlossen werden, dass die Vorführung von Stummfilmen nur kurzzeitig zu einem ausreichenden Geschäftseinkommen führte. Für die Ergebnisse der Recherchen ist anzumerken, dass oft nicht der Besitzer des Kinematographen, sondern der Gastwirt als Mieter im Straßenteil des Berliner Adressbuchs aufgenommen ist. Auffällig sind schnelle Besitzerwechsel zwischen 1921 und 1924, den Zwischenkriegs- und Inflationsjahren.

### Besonderheiten
Der erste Kinobrand Berlins ereignete sich am 26. Dezember 1911. „In der Frankfurter Allee 153, auf Lichtenberger Gebiete, gerieten in dem Kinematographen-Theater von A. Trentliner Films in Brand. Bei dem Bemühen, die Flammen zu löschen, verbrannte sich der Vorführer, der anscheinend, gleich dem übrigen Personal, etwas bezecht war, die Hände und rief vor Schmerz um Hilfe.“ () Im Vorführerraum war der Film bei der Vorstellung zerrissen und hatte sich entzündet. Später ergab sich, dass der Vorführer wohl vorsätzlich gehandelt hatte. Das Feuer im dunklen Raum führte unter den Zuschauern zur Panik, die zur Straße statt zu den Notausgängen wollten. Im Gedränge wurden sechs Kinder und eine Frau schwer verletzt, zwei Kinder verstarben. „Die neuen, verschärften Sicherheits-Vorschriften für Kinematographentheater werden aus Anlass der Brandkatastrophe in Lichtenberg demnächst zur Einführung gelangen: sie liegen dem Minister des Innern bereits zur Genehmigung vor.“ ()
Im Ergebnis der vielen Kinoeröffnungen begannen die Kommunen, Kinosteuern zu erheben. Für Berlin wurde die Steuer zum 1. April 1913 beschlossen. Für die Vororte wurden – wenn überhaupt – Steuern auf Kinematographentheater zu unterschiedlichen Terminen und verschieden in Art und Höhe eingeführt. Zwischen 1931 und 1932 führten die neue Technik und der Konkurrenzdruck dazu, dass in nahezu allen Friedrichshainer Spielstätten der Tonfilm Einzug hielt.

### Einige Kinotendenzen im späteren Bezirk Friedrichshain
1910 bestanden mindestens zwölf „Kinematographen“ und „Kintöppe“ im heutigen Ortsteil, 1920 wurden es 33 und 1930 stieg die Zahl auf 36, 1940 (vor den Schäden durch Luftangriffe) waren es 31 Kinos.
Nach den Kriegsschäden waren 1950 noch 15 Kinos erhalten, und um 1960 mit der Übernahme privat geführter Einrichtungen durch den VEB Berliner Filmtheater waren noch elf Kinos in Friedrichshain aktiv. Dem allgemeinen Trend schwindender Besucherzahlen in Kinos folgte die Verringerung auf vier Spielstätten im Jahr 1970. Im Jahr 1980 waren zwei Kinos im Ost-Berliner Bezirk Friedrichshain in Betrieb: Intimes und seit 1962 das Kosmos (das Tilsiter schloss deshalb). Im Jahr 2019 sind in Friedrichshain noch vier Kinos aktiv. – Das Filmtheater am Friedrichshain trägt zwar den Namen des Ortsteils (der sich auf den südlich liegenden Park bezieht), gehört jedoch zum Ortsteil Berlin-Prenzlauer Berg (siehe dort).
Durch Verschiebung der Bezirksgrenze kamen 1938 die westlich der Ringbahn gelegenen Teile des Bezirks Lichtenberg zum Bezirk Friedrichshain (1933–1936: Horst-Wessel-Stadt, 1936–1945: Horst-Wessel). Diese ehemals zur Gemeinde Boxhagen-Rummelsburg im Landkreis Niederbarnim gehörenden Gebiete waren 1912 in die Stadt Lichtenberg eingegliedert worden und gehörten ab 1920 zum Verwaltungsbezirk Berlin-Lichtenberg.
Im Ortsteil überdauerten das Intimes, das seit 1993 als Programmkino fungierte (war 2019 bis 2021 geschlossen) und das Tilsiter (1908–1961, 1994 reaktiviert). Außerdem sind zwei Großraumkinos zu nennen: das UCI Friedrichshain ist ein Neubau, 1998 eröffnet aber 2018 geschlossen, und das in der DDR-Zeit 1962 gebaute Kino Kosmos, das seit dem Jahr 2005 keine Filme mehr vorführt.
Die folgende Liste gibt für die alphabetisch vorsortierten Namen der 51 Kinos die aktuellen Adressen an (Stand: 2017), vormalige Adressen der Kinos sind im Listentext enthalten und gegebenenfalls genauer erläutert. Berücksichtigt sind alle Einrichtungen des Ortsteils in den Grenzen der Verwaltungsreform von 2001. Die Zahlen können von anderen Quellen abweichen, weil die Gast- und Schankwirtschaften, in denen Stummfilme gezeigt wurden, häufig nicht als Spielstätten ausgewiesen wurden. Beispiele solcher Einrichtungen finden sich weiter unten.

## Liste der Kinos
| Name frühere Namen                                                              | Adresse Lage                                            | Bestand               | Beschreibung und ggf. Bild |
| ------------------------------------------------------------------------------- | ------------------------------------------------------- | --------------------- | --- |
| Aboli-Lichtspiele --- Namenserläuterung: Alt-Boxhagener Lichtspiele             | Boxhagener Straße 59 (Lage)                             | 1912–1974             | Alle Betreiber gaben in den Kino-Adressbüchern 1912 als Jahr der Gründung an. Im Kinoadressbuch 1917 und 1918 ist Christian Gebauer in Alt-Boxhagen 53 als Inhaber vermerkt. 1920 ist Adolf Schacher für die Lichtspiele Alt-Boxhagen mit 200 Sitzplätzen als Inhaber genannt, gespielt wurde täglich. Entsprechend Schachers Angabe soll das Kino bereits 1907 gegründet worden sein. Nach der Inflation von 1923 wurde Frau J. Lindemann Inhaberin mit 150 Sitzplätzen (auch 163 waren genannt), mit täglichen Vorstellungen und zwei Programmwechseln in der Woche. Auf den Pharus-Kinoplänen 1919 und 1925 sind die Lichtspiele Alt-Boxhagen in der Signatur Lichtspiel-Theater bis 300 Plätze an der Ecke Boxhagener Straße/ Gürtelstraße (seit 1925: Neue Bahnhofstraße) eingezeichnet. Oskar Radnitz betrieb ab 1929 die Lichtspiele weiter. Zwei bis drei Musiker untermalten das Abspielen der Stummfilme. 1930 wurde Robert Georg Wille Kinobesitzer und nannte die Einrichtung Aboli. Im Folgejahr 1930 ermöglichten die neuen Inhaber Anna Wendel und Henry Oebels-Oebström mit neuer Technik die Vorführung von Tonfilmen. Ihr Pächter Richard Jamzow führte die Filme vor und betrieb das Kinogeschäft mit 190 dann 174 Sitzplätzen. Bei einem weiteren Inhaberwechsel 1935 an Anneliese Wirth änderte sich die Platzzahl abermals. Im Kriegsjahr 1941 führte Hildegard Jasper das Kino weiter. Das Gebäude hatte die Kriegsereignisse 1943 und 1945 überstanden und der Besitzer Willi Piepenburg nahm den Kinobetrieb in den Nachkriegsjahren mit je drei Vorstellungen täglich wieder auf. Seine Technik bestand aus Dia-Einrichtung, Vorführapparat Ernemann II und Verstärker Klangfilm Junior. Der wechselweise Kinoname Aboli-Lichtspiele oder die Kurzform Aboli festigte sich 1957 auf Aboli, als der VEB Berliner Filmtheater die Spielstätte in der Boxhagener Straße 59 übernahm. Das Aboli mit etwa 180 Plätzen gehörte zu den sechs nach der Eingliederung in den volkseigenen Kinobetrieb verbliebenen Filmtheatern im (Ost-)Bezirk Friedrichshain, auf Grund des allgemeinen Trends wurde es gegenüber den besser ausgerüsteten Häusern im Jahr 1974 geschlossen. Im Jahr 2008 befand sich in den ehemaligen Kinoräumen ein Asia-Laden, eine außen hängende Holztafel, die längere Zeit erhalten war, diente vermutlich früher zur Ankündigung des Kinoprogramms. |
| Alhambra                                                                        | Koppenstraße 29 (Lage)                                  | 1912–1944             | 1912 wurde der große Saal im ersten Stock des Etablissements Kellers Festsäle in der Koppenstraße 29 für Kinozwecke umgebaut. Die Anzahl der Sitzplätze war zunächst durch Vorgaben der Polizeibehörden auf 988 begrenzt. In den 1920er Jahren erfolgte die Erweiterung auf 1200 Sitzplätze. „Während des ersten Weltkriegs scheint es weniger für Filmvorführungen genutzt worden zu sein. Nach 1920 erhielt es seinen Namen Alhambra. Weiterhin fanden in dem geräumigen Komplex und im Kinosaal auch andere Veranstaltungen statt. Auffällig ist der schnelle Betreiberwechsel, was darauf hindeuten könnte, dass die Auslastung des Großkinos nicht immer optimal war.“ 1919 wurde das Kino als Film-Palast (Winterfeld & Co.) geführt, täglich bespielt und hatte 980 Plätze sowie eine konzessionierte Bühne. Im Pharus-Kinoplan ist an der Koppenstraße der Filmpalast Kellers Festsäle über 1000 Plätze und 1925 Alhambra Koppenstraße eingezeichnet. Inhaberin war 1921 die Filmpalast GmbH unter Direktor A. Lewinthal. Ab 1922 benutzten Czutzka & Co den Namen Alhambra, sie wurden von den Gebrüdern Lieban abgelöst. Ab 1924 führte die Film- u. Bühnenschau GmbH der Gebr. Lieban und Lampel (Schauspieler Adalbert Lieban, Ingenieur Alfred Lampel) das Lichtspieltheater unter dem Namen Alhambra Koppenstraße, die Anzahl der Zuschauerplätze stieg auf 1200. Das im Kino-Adressbuch angegebene Jahr der Gründung liegt zwischen von 1918 bis 1922. Die Ph. und M. Kopf GmbH mit dem Geschäftsführer Herbert Groß übernahm ab 1926/1927 das Filmtheater, es wurde täglich bespielt und neun Musikern untermalten die Stummfilme. 1929 gaben die Besitzer Willy Zemlin, Emil Eilermann und Max Förster sogar 1750 Sitzplätze an. 1930 folgte ein erneuter Inhaberwechsel: Alhambra Koppenstraße GmbH, Film- und Bühnenschau, Josef Kronig, Max Förster. Die Inhaber ließen im Kino-Adressbuch als Gründungsjahr 1918 und 1200 Plätze als Zuschauer-Kapazität eintragen. 1932 wurde die Vereinigte Lichtspiele Spandau GmbH (Leopold Storch und Jacob Neiß, 1934 ist Leopold Storch Geschäftsführer) Besitzerin der Alhambra, Film- und Bühnenschau, zudem wurde Tonfilm-Technik von Tobis eingebaut. Ab 1937 wurden die Lichtspiel-Theater-Betriebe Hans Plettner & Pollak Inhaber des Großkinos und führten den Kinobetrieb bis 1944, als das Kino im Krieg zerstört wurde. 1957 wurde auf dem beräumten Gelände eine Wohnanlage erbaut. |
| Amor-Lichtspiele --- U. T. Lichtspiele                                          | Wühlischstraße 15/16 (Lage)                             | 1924–1964             | In der Wühlischstraße Ecke Knorrpromenade, einem 1912 errichteten und inzwischen denkmalgeschützten Wohngebäude, wurden mindestens ab 1920 Filmvorführungen gegeben. 1920 sind im Kino-Adressbuch die U T-Lichtspiele mit 185 Plätzen eingetragen (1920: „Eigentum der Projections Act. Ges. Union Frankfurt a. M.“ – U. T. Provinz Lichtspielhäuser G.m.b.H, Köthener Straße 1–4) und der Kinoführer war Walter Ulrich aus Niederschöneweide; er gab täglich Vorstellungen. 1921 ist Emil Lawatzek der beauftragte Eigentümer. Julius Cornelius aus Dahlem (GF: Willy Loehr) begann 1924 mit dem Namen „Amor-Lichtspiele“, es folgte 1925 ein Inhaberwechsel auf Julius Stelter, dann Franz und G. Sogeda. Danach führte Franz Schüßler, ab 1932 ließ Paul Käsler Technik zur Verführung von Tonfilmen einbauen. Ab 1934 übernahm Christian Paul Körber und gab 200 Plätze an, ab 1937 trat Karl Memminger als Eigentümer auf. Paul Körber gab 1941 die Verantwortung an Christian Körber ab. In den Nachkriegsjahren führte Ella Körber die Amor-Lichtspiele mit 220 Plätzen fort. Um 1960 wurde das Kino vom VEB Berliner Filmtheater übernommen. 1964 wurde der Kinobetrieb eingestellt. Das Wohnhaus wurde 2012 saniert und in den ehemaligen Kinoräumen befinden sich ein Ladengeschäft und eine Bäckerei. |
| Apollo-Lichtspiele                                                              | Sonntagstraße 23/24 (Lage)                              | 1912–1943             | An der Ecke Sonntag-/Holteistraße gegenüber vom Wühlischplatz (Boxhagen-Rummelsburg) befand sich 1910 der Neubau Sonntagstraße 23, später als Eckhaus Holteistraße 5/6/Sonntagstraße 23/24 adressiert. Die Apollo-Lichtspiele sind im Kinoadressbuch 1917 im Eigentum von Heinrich Klingenberg benannt, der in der Holteistraße 6 wohnte. Das Kino lag mit 200 Plätzen nebenan in der Sonntagstraße. Täglich wurde ein gemischtes Programm mit zwei wöchentlichen Wechseln im Programm veranstaltet. Die Eintrittspreise betrugen sonntags 0,40–0,60 Mark und wochentags 0,30–0,50 Mark. Die Apollo-Lichtspiele gingen 1918 an Otto Joseph, 1920 an F. Felix aus Friedenau, Odenwaldstraße 20 und am 29. Januar 1920 übernahm Wilhelm Siegfried (O 112, Krossener Straße 18, vorher als Lehrer a. D.) mit seinem Vorführer Laurenz Blessing für die Zeit bis zur Zerstörung der Kinoräume. Die Stummfilme wurden im Kino von drei Musikern untermalt, ab 1931 konnten durch den Einbau neuer Technik Tonfilme abgespielt werden. Durch Bomben wurde der Gebäudeteil an der Hausecke mit dem Filmtheater beschädigt und der weitere Kinobetrieb war unmöglich. Die Ruinen an der Straßenecke (Sonntagstraße 23/Holteistraße 6) wurden um 1950 beräumt, es blieb nur das (Rest-)Wohnhaus Nr. 24 erhalten. Auf der freien Straßenecke des zerstörten Kinos stehen Kastanien und eine Imbissbude. |
| Börsen-Lichtspiele --- Forckenbeck-Lichtspiele Park-Kino                        | Proskauer Straße 19 (Lage)                              | 1906–1964             | Das Haus Proskauer Straße 19 liegt gegenüber vom Forckenbeckplatz. Bereits in den Frühzeiten des Kintopps bestand auf dem Hinterhof (wodurch die Inhaber jeweils nicht hier wohnten) ein Ladenkino mit 150–160 Plätzen. Der Name „Forckenbeck-Lichtspiele“ ist im Kinoadressbuch 1920 im Besitz von Therese Huwe aufgeführt. Bespielt wurde das Kino täglich, als Gründungsjahr hatten die Inhaber das Jahr 1906 angegeben. 1924 waren Arthur Fürstenberg, 1925 H. Engemann Kinobetreiber. Im gleichen Jahr wurde Anton Aschenbrenner Inhaber und benannte das Kino „Börsenlichtspiele.“ 1927 war Arthur Meyer im 170-Plätze-Kino und 1928 wurden Albert Krämer & Helmut Hucke die Kinobesitzer. Der häufige Inhaberwechsel steht wohl für wenig finanziellen Erfolg. Von letzteren wurden 190 Plätze eingetragen, 1929/1930 war Zimmermann als Inhaber eingetragen. 1931 ließ Robert Hardtke die Klangfilm-Technik für das Abspielen von Tonfilmen einbauen und trug im Kino-Adressbuch 1917 als Gründungsjahr ein. Der Besitzwechsel ging weiter: 1932 Erich Scharnitzki, ab 1933 Anna Wächter und ab 1937 Paul Heidrich, letzterer gab 1906 als Beginn der Filmvorführungen im Hause an. Das gesamte Karree am Forckenbeckplatz überstand die Kriegseinwirkungen ohne wesentliche Schäden. Der Kinobetrieb wurde in den Nachkriegsjahren fortgesetzt, die Einrichtung bekam 1945–1948 (im Sowjetischen Sektor Berlins) den Namen „Park-Lichtspiele“. Im Weiteren war Gertrud Schultz die Besitzerin und führte das Kino wieder als Börsenlichtspiele. Im Jahr 1965 wurde der Betrieb von Filmvorführungen in dem noch privat geführten Kino eingestellt. Die Räume wurden anschließend vom Arbeitertheater „Maxim Gorki“ und seinem Jugendstudio als Probebühne genutzt und als „TIK – Theater im Kino“ bespielt. Das freie Theater zog 1998 etwas weiter in die Boxhagener Straße und nutzt auch andere Spielstätten in Friedrichshain. Die Kinoräumlichkeiten stehen leer (Stand März 2017). |
| b-ware!ladenkino                                                                | Gärtnerstraße 19 (Lage)                                 | seit 2005             | „«Dies ist kein Kino» steht in großen schwarzen Lettern an der Fassade des Hauses. In dem Ladenkino b-ware! unweit des Boxhagener Platzes wird seit 2008 Vergessenes und Untergegangenes gezeigt. […] Die DVD-Sammlung umfasst 15.000 Filme.“ Das kleine Kino wurde im April 2005 in einem alten Laden an der Corinthstraße nahe dem Bahnhof Ostkreuz eröffnet. Die erste Stätte hatte 40 Plätze auf Sofas, Sesseln und Futons. Zwar hing das aktuelle Kinoprogramm mit entsprechenden Filmplakaten an der Häuserfront aus, aber der Eingang zum Kino befand sich im nebenliegenden Hauseingang. Im kleinen Eingangsbereich gab es einen improvisierten Tresen, ein kleiner Raum zum Hinterhof war als Lounge im kitschigen Barockstil eingerichtet. Im Jahr 2011 zog das Ladenkino zur Gärtnerstraße Ecke Boxhagener Straße um und erweiterte sein Angebot 2013 auf insgesamt drei Kinosäle. Der Kinobetrieb begann im Saal „Romy Royale“ mit dem 35 mm-Projektor vom ersten Standort. Innerhalb von zwei Jahren wurde der Kinosaal digitalisiert und um zwei Säle erweitert. Im Oktober 2013 eröffnete 'Le Petit Titan' und im Dezember 2013 das „Wohnzimmer“, welches bereits 2015 umgebaut wurde. Im Romy Royale mit 60 Sitzen und im Wohnzimmer mit 85 Sitzen erfolgt die Vorführung als Digital 3D HFR mit Ton in Dolby Digital 7.1. Der dritte Saal Le Petit Titan ist mit 30 Plätzen, Digital 3D und Dolby Digital 5.1. ausgestattet. Bei der 3D-Technik haben sich die Betreiber bewusst für das Shutterbrillen-System (der Marke Volfoni) entschieden. Die Shutterbrille hat LCD-Gläser, die über Infrarot mit dem Projektor synchronisiert werden. Der Projektor projiziert abwechselnd ein Bild für das linke und rechte Auge auf die Leinwand. Die „Cinethek“ wird als Filmkunst-Videothek betrieben. Das Ladenkino ist Ort für die Aufzeichnung und Vorstellungen im Rahmen des Gernsehclubs mit der SchleFaz-(=„Die schlechtesten Filme aller Zeiten, ausgewählt und moderiert von Oliver Kalkofe“)-Reihe. Im Sommer veranstaltet der Betreiber auch Freiluftvorführungen am Franz-Mehring-Platz, im Prinzessinnengarten und am „vorWien“ in der Skalitzer Straße. Im Jahr 2014 wurde die „Paulo da Senhora b-ware!media“ Betreiber. Der Namenszusatz „Ladenkino“ beruht auf der Traditionslinie der in den 1910er Jahren in Kneipen oder leerstehenden Geschäften eingebauten „Kintopps“. Auch im b-ware ist das Innere improvisiert, jedoch das Programm anspruchsvoll. |
| Capitol --- Marwi                                                               | Platz der Vereinten Nationen 9 (Lage)                   | 1927–1933             | Entgegen der jetzigen Grundstückszählung befand sich das Gebäude Lichtenberger Straße 16 bis zur Zerstörung des Hauses und Beräumung der Ruinen in anderer Lage. Mit der Bebauung des Leninplatzes wurde das vormalige Grundstück mit der Adresse Platz der Vereinten Nationen 9 überbaut und läge durch Änderungen der Häuserfluchten seitdem am südöstlichen Häuserbogen des Platzes. Wilhelm Marlow eröffnete das Kino 1927 im Saal des „Berliner Gesellschaftshauses“ (Lichtenberger Straße 16) als „Marwi-Lichtspiele“ mit 480 Plätzen. Schon 1928 übernahm es Max Haßfort mit dem Vorführer Gregor Salditch unter dem Namen „Mercedes Film und Bühne“. Gespielt wurde täglich vor 462 Zuschauern. 1929 führte Mary Jacoby mit Geschäftsführer Rolf Buny Jacoby das nunmehrige „Capitol N-O“ und ab 1930 war Willy Schüller Inhaber der „Capitol-Film und Bühne“. Das Capitol bestand bis 1933 und schloss (da keine Tonfilmtechnik genannt ist) wohl wegen sinkender Besucherzahlen und der fehlenden Einnahmen. |
| Central-Lichtspiele --- Zorndorfer Lichtspiele                                  | Mühsamstraße 45 (Lage)                                  | 1912–1961             | Die Zentral-Lichtspiele wurden 1912 als Ladenkino in der Zorndorfer Straße 44 (gegenüber der Eckertstraße) nahe am Petersburger Platz eröffnet. Mit der 1951 erfolgten Umbenennung der Straße war auch die Umstellung auf wechselseitige Nummerierung der Grundstücke verbunden, so lautete die Adresse Mühsamstraße 45. Im Kino-Adressbuch sind 1920 die Zorndorfer Lichtspiele mit 190 Plätzen und dem Gründungsjahr 1907 aufgeführt. Inhaber war bis ins Jahr 1925 Wilhelm Siegfried, gespielt wurde täglich mit zwei Programmwechseln in der Woche. 1925 übernahm Irma Dumpelmann bis 1927, danach führte W. Putter den Namen „Zentral-Lichtspiele“ ein und Joseph Putter setzte 1928 das C für Central-Lichtspiele, die Putters gaben das Jahr 1926 als Kinoeröffnung an, was sich wohl auf die eigene Firma bezog. 1930 führte Otto Buckwitz das Kino weiter, der als erstes Jahr des Kinos 1914 eintragen ließ. Drei Musiker begleiteten zu der Zeit die Stummfilme durch passende Musik. Im Jahr 1932 ließ Putters Tonfilmtechnik der Firma Klangfilm einbauen, gab 210 Plätze und nunmehr 1910 als Gründungsjahr an. Franz Rüschenschmidt führte den Kinobetrieb in den „Central-Lichtspielen“ ab 1937 weiter. 1941 war er gemeinsam mit Hans Trauthan der Kinoinhaber. Das Kinogebäude hat im Gegensatz zum Eckhaus (Mühsamstraße 47/Petersburger Platz 9) die Luftangriffe überstanden und der Kinobetrieb lief in den Nachkriegsjahren mit 193 Plätzen weiter. Wohl aufgrund des Bauzustandes und der veraltenden Ausstattung und der privaten Führung (es wurde nicht vom VEB Berliner Filmtheater übernommen) endete der Kinobetrieb 1961, dem Jahr des Mauerbaus. Im Erdgeschossbereich des Wohnhauses befinden sich links vom Eingang eine Pension (unteres Bild), rechts daneben bis um die Ecke eine Gaststätte (Stand: Frühjahr 2017). Auf Nachfrage bei den Betreibern war nicht zu erfahren, in welchen der Räumlichkeiten sich das Kino befunden hatte. Beim Vergleich (Lage des Balkons) mit einem Bild der 1950er Jahre ergibt sich, dass die Kinoräume mit der Sanierung des Hauses zur Gaststätte umgestaltet wurde. |
| Comenius-Lichtspiele                                                            | Marchlewskistraße (nördlich von) 78 (Lage)              | 1929–1943             | Das Kino wurde 1931 mit 540 Plätzen von Direktor Arthur Schaumburg in den Comenius-Festsälen eingerichtet. Diese Säle bezogen auf dem Grundstück Memeler Straße 67 dem Comeniusplatz gegenüber an der Ecke Rüdersdorfer Straße ihren Namen. Eine Kapelle mit sechs Mann untermalte die Stummfilme musikalisch. Die Comeniussäle waren von der Witwe des Festsaalinhabers an die „Atlantic Kino-Betriebsgesellschaft mbH“ gegangen, Kinobesitzer war Erich Cohn Inhaber, von ihm übernahm 1932 Erich Pollak, dem weitere Kinos in Berlin gehörten. Das Kino ging dabei an die „Pollak & Deutschmann“, der Kaufmann K. Deutschmann trug wohl die finanzielle Last für die Umgestaltung der Comenius-Lichtspiele, insbesondere wurde Klangfilm-Technik eingebaut, um Tonfilme abzuspielen. 1937 wurde Kuno Deutschmann der Hauseigentümer, zudem ist Anna Scheuer im Kinoadressbuch eingetragen. Die Kapazität ist mit 536, ab 1941 mit 420 Plätzen angegeben. Das Kinogebäude wurde durch Bombentreffer 1943 zerstört, damit endeten die Vorstellungen, die Ruinen wurden um 1950 beräumt. Die Lage des Grundstücks entspräche der 1950 benannten Marchlewskistraße 70. Allerdings blieb die Südwestecke zur Rüdersdorfer Straße und von da nach Süden eine unbebaute Grün- und Brachfläche. |
| Concordia-Palast --- Schauburg                                                  | Andreasstraße 64 (Lage)                                 | 1918–1943             | „Die Säle waren auf dem zweiten Hof des Komplexes von Wohn- und Geschäftshäusern und konnten auch von der Krautstraße 38 erreicht werden. Ab 1891 befand sich hier das Innungshaus der Bäckerinnung Concordia, die 1883 in Konkurrenz zur bereits existierenden Innung (Germania) entstanden war. Von 1918 bis 1922 dienten die Concordia-Säle den Schauburg-Lichtspielen, danach dem Kino Concordia-Palast mit mehr als 1000 Plätzen. 1943 wurden die Concordia-Säle zerstört. Heute sind nur doch das jetzt schmucklose Vorderhaus und das erste Hofgebäude erhalten. Eine Gedenktafel ist den Concordia-Sälen als Versammlungsort gewidmet. Im Nachbarhaus erinnert das Café Cinema an die Geschichte der C., und im Volksmund hat sich der Name Concordiahalle für die nahegelegene Kaufhalle eingebürgert.“ () Der Concordia-Palast entstand 1918 durch den Umbau eines Festsaales in Tiefe des Grundstücks Andreasstraße 64 und verfügte über 1400 Sitzplätze. Im Kino-Adressbuch 1918 ist der „Concordia Lichtspiel-Palast“ für die Rudolph & Co, Command.-Ges. eingetragen, die im Laufe des Jahres als „Schauburg-Lichtspiele Rudolph & Co. KG.“ und wechselte 1921 zur Terra-Theaterbetrieb GmbH. Die Kapazität betrug 1890 Plätze, gespielt wurde täglich. Nach den Inflationsjahren besaßen C. Gerb und Martha Alperowitsch Bartel den Concordia-Palast mit 1234 Plätzen, zwei Programmwechseln und täglichem Spielbetrieb. Ihr Vorführer war Paul Heine, ab 1930 mit der Einführung der Tonfilmvorführung Paul Jebens. Der Zuschauersaal hatte eine Bühne von 6 m × 9 m, zehn Musiker begleiteten die Stummfilme. Leo Storch führte zusammen mit den Inhabern Dames & Kreisle im Jahr 1933 die Technik für Tonfilme ein. 1934 kam der bereits im Berliner Kinogeschäft tätige Jakob Neiß zum Inhaberteam hinzu. Ab 1937 wurden die „Lichtspiel-Theater-Betriebe Hans Plettner & Pollak“ Inhaber des Kinos mit nun 1162 Plätzen. Durch die Beschädigungen des Festsaalgebäudes im Jahr 1943 und des nördlichen Straßenzuges endete die Filmvorführung. Der Altbau des Vorderhauses Andreasstraße 64 blieb erhalten. Die Ruinen der Kleinen Andreasstraße wurden beräumt und in den 1960er Jahren durch Wohngebäude überbaut. |
| Elektra-Lichtspiele                                                             | Warschauer Straße 26 (Lage)                             | 1907 –1960            | Das Berliner Adressbuch nennt 1909 erstmals im Gewerbeteil Kinematographen-Theater 1909 und 1910 C. Gabriel als Besitzer in der Warschauer Straße 26. „Beispielhaft sei das Haus Warschauer Straße Nr. 26 erwähnt. Göttling parzellierte es aus einem größeren Flurstück und verkaufte es 1899 an den Maurermeister Karl Walter, der umgehend ein stattliches Mietshaus mit neobarocker und Jugendstil-Fassade errichten ließ. Erker, Masken, Stuck, geschweifter Giebel und schmiedeeiserne Balkone sind saniert. Damit ist dieses Haus als einziges der ganzen Straße im weitgehend originalen Zustand erhalten. 1909 wurde in der Kneipe ein Kino mit 162 Sitzplätzen von C. Gabriel eingerichtet. Als Elektra-Lichtspiele bestand es bis 1960.“ Ein Kino mit dem Namen Elektra-Lichtspiele in Friedrichshain kam auch im DEFA-Film Die Legende von Paul und Paula (1972) vor, eine Hofeinfahrt mit Kinoeingang wird im Film gezeigt. Es soll sich laut Film (fiktiv) in der Singerstraße befunden haben. Im Kino-Adressbuch ist 1907 als Gründungsjahr genannt. 1911 war Max Hoffer aus der Kopernikusstraße 28 I. Stock als Inhaber der Firma Hoffer & Rahn der Besitzer des Elektra. Max Hoffer war 1912 Inhaber der Hoffer & Rahn und Teilhaber bei Templiner & Hoffer. Karl Rahn war 1912 Besitzer des Kinematographen-Theaters in N 31 Usedomstraße 7. 1917 ist Carl Rahn (Gubenerstraße 46) der Besitzer des Kinos in der Warschauer Straße 26. Das Elektra-Theater hatte anfangs 221, ab 1924 noch 163 Plätze. 1924 nach der Inflation wurde Amanda Schulz Inhaberin und gab täglich Vorstellungen mit Programmwechseln am Dienstag und Freitag. 1928 wurde das Haus umgebaut und das Kino wohl restauriert, so dass es 1928 nur eine halbe Woche und 1929 vorerst nur bis vier Täge in Betrieb war. Für die Stummfilme gab es eine unterschiedliche Besetzung mit Musikern. 1932 wurde durch Klangfilm-Technik die Vorführung von Tonfilmen vor den 181 (162) Zuschauern des Elektra-Lichtspiele/Theaters möglich. Der Straßenzug der Warschauer Straße zwischen Kopernikus- und Gubener Straße erlitt keine Kriegsschäden und der Kinobetrieb wurde in den Nachkriegsjahren fortgesetzt. Das Kino blieb privat im Besitz von Herbert Plögert, was bei der Übernahme-Welle 1960 von Kinos durch den volkseigenen Berliner Filmtheater Grund der Schließung der Elektra-Lichtspiele gewesen sein dürfte. In den 2010er Jahren befindet sich eine Bar im Erdgeschoss des Altbau-Hauses und eine kleine Ladeneinheit, eine Toreinfahrt zum Hof (wie im Film zitiert) ist nicht vorhanden. Das Haus steht unter Denkmalschutz. |
| Filmstern --- Lichtspiele Patria Sphinx-Lichtspiele                             | Karl-Marx-Allee vor 67 (Lage)                           | 1910–1943             | Das Haus Große Frankfurter Straße 28 stand an der Ecke Lebuser Straße 18. Das Grundstück am östlichen U-Bahn-Ausgang Strausberger Platz wurde nach Beseitigung der Kriegsschäden beim Bau der Stalinallee westlich der Deutschen Sporthalle vor der Lebuser Straße überbaut. Durch die Straßenverbreiterung in den 1950er Jahren und die zurückgesetzte Lage der Neubauten entspricht der vormalige Kinostandort der Grünfläche vor Karl-Marx-Allee 67. 1910 eröffneten die „Lichtspiele Patria“ in der Großen Frankfurter Straße 28. Unter „Lichtspiel Theater und Fest-Säle“ war ab 1911 als Besitzer Willibald Paeschke eingetragen. Das Kino bot 560 Plätze, ab 1924 447. Im Jahr 1918 übernahm Paul Wohlfahrt das Kino als Lichtspiel-Haus ohne den Zusatz ‚Festsäle‘ und ab 1919 wurde Sally Hoffmann Inhaberin. Im Gewerbeteil des Berliner Adressbuchs war für das Kino anfangs lediglich die Besitzerin Sally Hoffmann und dann der Name „Sphinx-Lichtspiele“ eingesetzt, für 1922/1923 folgte Bartel-Förster. Es folgte nach dem Inflationsjahr 1923 Leopold Sänger als Inhaber bis 1926, der den Namen ‚Filmstern-Palast‘ einbrachte. 1927/1928 wurde Hans Rieger Besitzer des Filmsterns, ihm folgten Gottlieb & Ringel für 1929/1930. Gespielt wurde täglich und die aufgeführten Stummfilme wurden von fünf Musikern untermalt. 1931 führte Walter Lopatka den Filmstern-Palast und wurde 1932 von B. Heimann abgelöst, der mit der Besitznahme in den Technikeinbau für Tonfilme investierte. Letztlich wurde der Berliner Kinobesitzer Georg Schenk ab 1937 Inhaber und führte das Filmtheater bis zur Zerstörung der Kinoräume unter Kriegseinwirkungen 1943. |
| Flora-Lichtspiele                                                               | Landsberger Allee 68d (Lage)                            | 1915–1943             | Das Kino in der Landsberger Allee 40/41 befand sich an der Ecke der Petersburger Straße 50. Die Änderungen der Straßennamen und daraus folgende geänderte Hausnummern führten dazu, dass das Grundstück die Nr. 68d erhielt und neu bebaut wurde. Im Kino-Adressbuch ist als Gründungsjahr 1915 genannt, der Eintrag für 1920 nennt die Flora-Lichtspiele in NO 18, Landsberger Allee 40/41 mit 480 Plätzen im Besitz von Karl Eisermann. 1921 gab die neue Inhaberin Lichtspiel-Union Fürst & Co.KG 600 Plätze an. 1924 wurde der Berliner Kinobesitzer Hans Cerf Inhaber und firmierte 1925 unter Filmschau-Gesellschaft Cerf & Co, wobei Hans Cerf deren Geschäftsführer war. Die Flora-Lichtspiele hatten tägliche Vorstellungen, eine Bühne von 7 m × 5 m und 1930 1010 Plätze. 1931 (Geschäftsführer Paul Gierig) wurde von der Firma Tobis die Tonfilmvorführung ermöglicht. Hans Cerf folgten 1937 Juhnke & Woelke mit Geschäftsführer Erich K. Brüning als neue Inhaber, die Platzkapazität wurde auf 1050 erhöht. Durch Schäden bei der Bombardierung Berlins gingen 1943 die Kinoräume verloren und die Existenz der Flora-Lichtspiele endete. |
| Försters Lichtspiele --- Pariser Lichtspiele                                    | Strausberger Platz vor 13 (Lage)                        | 1913–1921             | Gustav Förster hatte 1913 die „Pariser Lichtspiele“ in der Großen Frankfurter Straße 99 eröffnet. Im Kino-Adressbuch wurde es 1918 als „Försters Lichtspiele“ mit 188 Plätzen eingetragen, der Inhaber Gustav Förster wohnte nahebei in der Strausberger Straße 6. Die Lichtspiele sind noch für die Jahrgänge 1920 und 1921 mit A. Lindecke als Inhaber aufgenommen. Zwar sind im Folgenden keine Kinobesitzer für das Haus Nr. 99, wohl aber ein Gastwirt angegeben. Das Gebäude des ehemaligen Kinos wurde im Zweiten Weltkrieg zerstört, die Ruinen wurden beräumt und mit den Neubauten der Stalinallee überbaut. So liegt das ehemalige 50 m lange und an der Straßenfront zehn Meter breite Grundstück der Großen Frankfurter Straße 99 auf der südöstlichen Ausfahrt am Strausberger Platz in die Karl-Marx-Allee zwischen Strausberger Platz 13 und der Grünfläche am Brunnen. |
| Freiluftkino Friedrichshain                                                     | Volkspark Friedrichshain (Landsberger Allee 15) (Lage)  | 1950–                 | In der Sommersaison von Mai bis September wird seit 1950 auf der gerade errichteten Freilichtbühne im Volkspark Friedrichshain das Open-Air-Kino veranstaltet. „1500 Plätze auf bequemen Bänken mit Rückenlehnen, zusätzlich 300 Plätze an Tischen und üppige Liegewiesen, um sich mit Kinderwagen, Decken und Picknickkorb auszubreiten.“ () Die Freilichtbühne liegt im südwestlichen Teil des Volksparks an der Landsberger Allee (Ernst-Zinna-Weg) und hier finden nicht nur Kinovorführungen statt. Nach dem Mauerfall wurde die Freilichtbühne durch das Kulturamt sporadisch betrieben. 1999 übernahm die Piffl Medien GmbH, die auch die Freiluftkinos Kreuzberg und Rehberge betreibt. Die Freilichtbühne wurde 2002 mit Fördermitteln komplett modernisiert. Die Kassen befinden sich in einem Container am Eingang, es gibt Fahrradstellplätze und einen Snack- und Getränkekiosk. Die Zuschauer können festinstallierte Reihen mit Holzbänken, Plastikstühle auf Vorplatz vor der Leinwand oder die Rasenfläche im hinteren Bereich einnehmen. Eine große Leinwand und verteilte Lautsprecher bieten gute Sicht und guten Klang auf allen Plätzen. |
| Freiluftkino Insel im Cassiopeia                                                | Revaler Straße 99 (RAW-Gelände) (Lage)                  | 2006–                 | 2006 zog das Freiluftkino des Clubs Cassiopeia in den Sommergarten auf das RAW-Gelände am Kletterturm. Der Name „Insel“ nimmt seine Herkunft von der Insel der Jugend in Treptow, wo seit 1999 Filmvorführungen stattfanden. Für die Sommersaison 2004 diente der Platz am Lehrter Bahnhof für Open-Air-Kinovorführungen, in der Saison 2005 fanden sie wiederum auf der Insel der Jugend statt. Danach wurde der Veranstaltungsort in die Revaler Straße 99 verlegt. Betreiber ist Andrea Stosiek vom Sputnik-Kino Südstern an der Hasenheide. Die Kapazität beträgt 350 Sitzplätze, in Liege- oder Plastikgartenstühlen. Die Projektion erfolgt aus einem umgebauten Bauwagen in Digital 4K (bis 2014 in analoger 35mm-Technik) mit Ton in Dolby Digital auf eine Leinwand von 5,4 m × 7,0 m. |
| Germania-Palast                                                                 | Frankfurter Allee vor 21 (Lage)                         | 1926–1945             | Auf dem Grundstück Frankfurter Allee 313–314 war 1925 die Germania-Brauerei abgebrannt. Die Germania-Brauerei AG als Grundstückseigentümer errichtete daraufhin den Germania-Palast und übertrug diesen 1925 an die „B-S-P-Film- und Bühnenschau GmbH“. Die feierliche Eröffnung fand am 8. April 1926 statt. Neben Filmvorführungen fanden insbesondere Theatervorstellungen statt. Der zu diesem Zeitpunkt für den Berliner Osten einzige eigenständige Kinobau mit seinem in Baukörpern gestaffelten Aufbau verfügte über 1835 Plätze, davon 1247 im Parkett und 588 im Rang. Eigentümer des Kinopalastes ist die „Germania-Palast-Lichtspiele G.m.b.H.“ „Frankfurter Allee 314. Der Berliner Osten hat nun ein Lichtspielhaus erhalten, zu dem man diesem Teil der Stadt gratulieren kann. Ein schönes Theater in Rot gehalten, mit geschmackvollen Beleuchtungskörpern für indirektes Licht; Fassungsraum des Hauses, das ein Parkett mit Fremdenlogen an der Hinterwand und Saallogen in der Mitte des Raumes und einen Rang enthält, ca. 2000 Personen. Die von Otto & Zimmermann, Waldheim in Sachsen, gelieferte bequeme Bestuhlung ist sehr geschickt angeordnet. Für die Bühnenschau eine Bühne mit allen Schikanen, Rundhorizont, Wolkenapparat usw. Eine Oskalyd-Orgel ermöglicht alle musikalischen Illustrationseffekte. Der Vorführungsraum in die Decke eingebaut. Geräumige Vorhallen vor Parkett und Rang, Umgänge, in denen man sich bewegen kann. Am 8. April wurde das neue Haus offiziell eröffnet, nachdem – inoffiziell – schon das Ostergeschäft mitgenommen wurde. Den Bauherren Schaps und Pelz, die allen Zeitnöten zum Trotz das Werk zum guten Ende brachten, aufrichtigen Glückwunsch!“ () Die Platzkapazität des Germaniapalastes wurde im Kino-Adressbuch von den Eigentümern unterschiedlich mit 1620 bis 1900 Sitzen angegeben, ab 1934 wieder 1835 Sitzplätze. Ein jüdischer Unternehmer betrieb im Germania-Palast die Gastronomie. Dieses Restaurant wurde 1933 liquidiert (Auf dem Nachbargrundstück bestand die Restauration „Frankfurter Hof“.). Die Direktoren im Auftrag der Germania-Palast GmbH waren: 1928: Wilhelm Elbe und E. H. Correll, 1929: Max Miodowski, 1930: Herr Genschow. 1934 übernahm die Ost-Lichtspiele GmbH mit W. Elbe und A. Grobmann. 1937 bis 1941 war Willy Hein der eingetragene Inhaber. Noch 1942 übernahm die Ufa-Theater-Betriebs-G.m.b.H. den Germania-Palast. Als UFA-Palast Friedrichshain wurde das Kino im Schweitzer Garten geführt, der Germania-Palast führte seinen Namen weiterhin. Der Germania-Palast hatte eine Bühne von 8 m × 12 m, wurde täglich bespielt, zu den Stummfilmen spielte eine Kapelle von 18 Musikern. Einbau der Tonfilmtechnik durch die Firma Tobis im Jahr 1930 ermöglichte das Vorführen von Tonfilmen, die 18-Mann-Kapelle war dennoch im Kino-Adressbuch von 1934 angezeigt. Das Kino wurde am 3. Februar 1945 zerstört und die Reste vor 1950 für den Bau der Stalinallee abgetragen. Durch die Neubebauung der Stalinallee ab 1951 änderten sich die Straßenfluchten. Die Grundfläche des Germania-Palastes liegt zwischen den zurückgesetzten Wohnhäusern Frankfurter Allee 21a und 23a (eingerahmt von Nummer 21 und 23) und der vorgelagerten Grünfläche zum nördlichen Straßenrand. |
| Intimes ---- Lichtspiele des Ostens                                             | Boxhagener Straße 107 (Lage)                            | 1909–2019 / Seit 2021 | Im Jahr 1909 eröffnete der Schausteller Christian Gebauer aus Lichtenberg (er wohnte O 112 Schreinerstraße 46) ein Ladenkino mit 221 Plätzen in der Boxhagener Chaussee 17, das Eckhaus des Privatiers Stolpe mit der Gastwirtschaft in Niederbarnimstraße 15 gehörte zu Lichtenberg. Betreiber des Kinos waren Gebauer & Haselbach, als Kinematographenbesitzer war Emil Haselbach eintragen. Für 1909 war Gebauer nicht mehr unter den Einwohnern. Haselbach wohnte Boxhagener Straße 12 II. Stock und zog später um. Er besaß auch einen Kinematographen im Erdgeschoss der Litauer Straße 27 (jetzt Lasdehner Straße). Den Standort Boxhagener Chaussee 17 hatte Haselbach 1916 aufgegeben, er wohnte Litauer Straße 21. Eingang und das Kino in der Litauer Straße 27 sowie eines in der Wiener Straße 34. Das Kinematographentheater (nun) Niederbarnimstraße 15 ging 1916 unter dem Namen Lichtspiele des Ostens an Paul Schulz, der im Hause wohnte. 1919 war Paul Schulz (noch) der Kinobesitzer (schon) unter Boxhagener Straße 107, Martha Schulz war als Kinoschauspielerin angegeben. Laut Kino-Adressbuch war Martha Schulz 1920 die Besitzerin des Kinos, von ihr kam es 1921 an Alma Grottker. Nach dem Inflationsjahr 1923 gelangte das Kino in der Niederbarnimstraße 15 an Max Perlow aus Steglitz, der ihm den Namen „Intimes Theater“ gab. Bei zwei Programmwechseln wurde täglich gespielt, es waren 151 Zuschauerplätze vorhanden. Im Jahr 1927 ging das Kino an Halfenhof und Rubio, 1928–1934 gehörte es Lotte Weiße. Im Jahr 1935 fehlt der Eintrag für ein Kino. Spätestens ab 1937 wurden Paul Körber und Karl Memminger (ab 1941 Christian statt Paul Körber) als Betreiber oder Pächter genannt. „Sonntags gab es Kinderkino für 25 Pfennig. In der Umgebung gab es etliche Kinos. Nicht nur die großen wie den Germania-Palast in der Frankfurter Allee, wo die Ufa-Filme gezeigt wurden, sondern viele kleine Kinos wie das Intimes. Es war schon eine schöne Gegend.“ () Das Eckhaus Niederbarnimstraße 15 verwies auf die Lage der Kinoräume, unter dieser Adresse war auch zeitweise als Gastwirtschaft im Adressbuch aufgenommen. Der Eingang lag an der abgeschrägten Seite zwischen den Straßenfronten. Wie die umgebenden Altbauten überstand das Haus die Kriegsereignisse und wurde in den Nachkriegsjahren von Karl Memminger in Ost-Berlin als privater Besitzer, zunächst unter Lizenz der SMAD, weitergeführt. Im kleinen Kino mit 170 Plätzen wurden täglich fünf Vorstellungen gegeben, zur Verfügung stand eine Vorführmaschine Erko, die Dia-Abspielung und Verstärker von Klangfilm-Europa. Als Lichtspiele Intimes wurde der private Kinobesitz um 1960 verstaatlicht und vom VEB Berliner Filmtheater betrieben, später Bezirksfilmdirektion, so blieb das Kino bis zur politischen Wende bestehen. Seit 1981 arbeitete Gudrun Litzke im Intimes. Sie wurde 1990 mit Katrin Krischock Pächterin der privatisierten BFD GmbH (Nachfolger der Bezirksfilmdirektion Berlin und Institution der Treuhandanstalt). Sie führten es bis 1998 weiter. Die BFD hatte im Auftrag der Treuhandanstalt ihre Kinos zu verkaufen. 1992 kam die Besitzer-GmbH zur BELI Filmtheater Betriebsgesellschaft mbH (Prenzlauer Promenade 6–8) und 1993 an die Vollmann Filmtheaterbetriebe (14109 Berlin, Schuchardtweg 9). Ab 1993 wurde es zum Programmkino mit 83 (teilweise 97) Plätzen. Eine Wohnungsgenossenschaft kaufte 1999 das Haus Boxhagener Straße 107 mit dem Kino im Erdgeschoss und sanierte das ganze Gebäude. Der Betreiber war zu dieser Zeit Andre Krischok. Das Kino Intimes ist im Flair der 1970er Jahre erhalten. Als Vorführgerät diente zuvor eine 35 Millimeter-Filmmaschine Meopta MEO 5XB. Die Projektion auf die 2,5 m × 6 m große Leinwand erfolgte ab 2014 in Digital 3D und Dolby Digital. Ergänzt wurde das Kino durch ein Café-Restaurant direkt neben dem Kinoeingang entlang der Fassade in der Boxhagener Straße. An der Eingangsseite stand ein Kachelofen für einen warmen Vorführraum, die Lampen hatten die Form von umgedrehten Glas-Kuchenformen. Bis 2019 war das Kino in dieser Form in Betrieb und zeigte täglich vier bis sechs Vorstellungen. Es wurde am 17. April 2019 geschlossen, weil der Betreiber aufgegeben hatte, und eröffnete am 1. Juli 2021 nach Übernahme durch die Betreiber der Tilsiter Lichtspiele neu.                      |
| Kammerlichtspiele Maxim                                                         | Frankfurter Allee 91 (Lage)                             | 1912–1965             | In der Frankfurter Allee 278 wurde 1912 im Hintergebäude das Maxim-Kino mit 185 Plätzen und täglicher Vorstellung eröffnet. Durch mehrfache Änderung von Straßenname und Hausnummern wurde das Grundstück gegenüber der Müggelstraße zur Stalinallee 377 und nach erneuter Umbenennung seit 1961 trägt es die Adresse Frankfurter Allee 91. In den 2000er Jahren befindet sich im Hinterhof im ehemaligen Kino das Theater „Verlängertes Wohnzimmer“ (früher auch „Theater im Schmalen Handtuch“). Das Kino-Adressbuch von 1918 nannte Karl Marks (Wohnsitz: O 34, Boxhagener Straße 31a) als Inhaber für die Maxim-Lichtspiele (221 Plätze). Ihm folgten als Besitzer 1920 Richard Mörtzsch, 1924 Walter Haußmann. Letzterer hat wahrscheinlich dem Kino den Namen Kammer-Lichtspiele gegeben. Ab 1927 wurde Otto Buckwitz (NW 52, Flemingstraße 10, ab 1929: NW 40, Paulstraße 23, später in Hermsdorf wohnhaft) der Inhaber und gab tägliche Vorstellungen mit zwei Programmwechseln je Woche, die Stummfilme wurden von drei Musikern untermalt. 1932 wurde für das Kino die Tonfilmtechnik der Firma Klangfilm eingebaut, die Anzahl der Sitzplätze auf 192 verringert. Das Altbau-Wohnhaus überstand die Kriegsschäden und in der Nachkriegszeit führte Buckwitz den Kinobetrieb weiter. Die Kinotechnik bestand aus der Klangfilm-Vorführapparatur, Dia-Einrichtung und Europa-Junior-Verstärkern. Es gab täglich vier Vorstellungen in der Kammer in der Stalinallee 377. 1960 übernahm der VEB Berliner Filmtheater die Einrichtung und führte sie bis Mitte der 1960er Jahre weiter. Im Branchensprechbuch Ost ist es 1966 noch aufgeführt, danach findet es sich nicht mehr. Ein Kino gleichen Namens gab es auch im Ortsteil Rummelsburg/Lichtenberg. |
| Kino des Ostens --- Biograph                                                    | Warschauer Straße 39–40 (Lage)                          | 1908–1938             | An der Westseite der Warschauer Straße zwischen Warschauer und Oberbaumbrücke befand sich der Industriepalast, ein Gebäudekomplex aus fünf Gebäuden, der optisch zu einem Gesamtensemble vereinigt war. Erbaut wurde der Komplex 1906/1907 im Auftrag des Kommerzienrats Rudolf Schönner nach Entwürfen des Berliner Architekten Johann Emil Schaudt. An der Straße wurden Ladengeschäfte, Gaststätten sowie unter Warschauer Straße 39 ein Kino eingerichtet. F. Gilies stellte dafür einen Biograph-Projektor auf und eröffnete eine Vorführstätte unter dem Namen „Biograph-Theater“. Das Kino mit 247 Plätzen wurde täglich bespielt und gehörte im Jahre 1917 Anna Reinert, deren Gatte Heinrich Bolland es 1918 weiterführte und den Namen auf „Welt-Biograph-Theater“ erweiterte. Bis 1930 sind Anna Bolland, geb. Neinert, und Heinrich Bolland wechselseitig im Kinoadressbuch als Inhaber eingetragen, sie führten das Kino durch die Inflationsjahre. Für die täglichen Vorstellungen bestand zur Untermalung der Stummfilme eine mechanische Musikeinrichtung, das Kino hatte eine Bühne von 27,5 m² Größe. Im Jahr 1927 wurde die Firmierung zu „W.B.T.-Lichtspiele“ zusammengezogen, 1929 kam M. David zum Inhaberteam hinzu. Als 1931 die Vorführung von Tonfilmen nach dem Nadeltonverfahren ermöglicht wurde, erwarb Adolf Bücker das Kino. Er benutzte den Kinonamen L.D.O.-Lichtspiele; als 1932 Willy Heinemann die Einrichtung übernahm, kam der Name „Lido“ für „Lichtspiele des Ostens“ (235 Plätze) auf. Weitergeführt wurde der Spielbetrieb von Walter Weigel spätestens ab 1937. Für 1938 findet sich Berliner Adressbuch lediglich noch das Bekleidungsamt der Luftwaffe im Haus ohne weitere Einrichtungen. Somit endete der Kinostandort in der Warschauer Straße 39/40. Vermutlich wurden die Gebäude von der Luftwaffe beschlagnahmt und so musste Walter Weigel 1938 mit seinem Kino in die Boxhagener Straße 132 umziehen. |
| Kino im Hauptbahnhof                                                            | Straße der Pariser Kommune (Lage)                       | 1987–1993             | Mit der Elektrifizierung und Neugestaltung des vorherigen Ostbahnhofs und dessen Umbenennung in „Berlin Hauptbahnhof“ wurde im Empfangsgebäude das DEFA-Zeitkino eröffnet. Das „Kino Nonstop“ mit 78 Plätzen hatte seinen Eingang von der Straße der Pariser Kommune aus. Das Bahnhofskino spielte, auf die Bahnreisenden ausgerichtet, nonstop 24 Stunden an sieben Tagen vorrangig Kurz-, Kultur-, Dokumentar- und Zeichentrickfilme in stündlichen Programmwechseln, abends liefen auch Spielfilme. Zur Information wurden Ankünfte und Abfahrten über Lautsprecher eingespielt, neben der Leinwand war eine Bahnhofsuhr zu sehen. Es wurde von der Bezirksfilmdirektion Berlin unterhalten und ging 1991 mit deren Privatisierung als „Kino Nonstop“ an die BFD GmbH. 1992 wurde Reinhold Henrik Besitzer, er schloss es 1993 aber aus finanziellen Gründen. 1990 waren in Deutschland noch sechs Bahnhofskinos in Betrieb. |
| Kinematographentheater                                                          | Andreasstraße vor 22 (Lage)                             | 1910–1918             | Am 22. Juli 1910 wurde laut „Lichtbildbühne“ in O 27 Andreasstraße 28 ein großer, moderner Kinematograph mit zwei Zuschauerräumen eröffnet. Die technische Besonderheit war, dass auf zwei Apparaten mit einem Film zur gleichen Zeit vorgeführt wurde. Das Eckhaus 28 zum Grünen Weg lag um 1910 gegenüber vom Andreasplatz. Der Kinematograph im Erdgeschoss gehörte M. Löber. Ab 1912 ist im Adressbuch lediglich der Buchdrucker „M. Löber“ in Treptow aufgenommen. Bei allekinos.com ist als Ende des Kinobetriebs „vor 1918“ genannt. Im Eckhaus 28 bestand das Abzahlgeschäft von F. Wenzel und das Photoatelier von Th. Wenzel, und der Photograph Zeschke Einwohnern Berlins. Photo Noch vor 1918 wurde das Kino wieder geschlossen. Das umgebende Wohngebiet wurde durch die Luftangriffe 1943 schwer zerstört und in den Nachkriegsjahren beräumt, die Brachfläche blieb zunächst unbebaut. In den 1970er Jahren wurde an der Kreuzung Ecke Andreas-/Singerstraße das Doppelwohnhochhaus Andreasstraße 22 errichtet. Der Kinostandort befand sich auf dem nördlichen Abschnitt der vorgelagerten Grünfläche. |
| Kino Zukunft Freiluftkino Pompeji                                               | Laskerstraße 5 (Lage)                                   | seit 2011             | „Nur ein paar Minuten vom Ostkreuz entfernt liegt das Zukunft auf dem Gelände des ehemaligen DEFA-Filmlagers. DOCH das Zukunft ist nicht nur ein Kino, sondern vielmehr ein Kulturzentrum. […] Im Sommer werden Filme im Freiluftkino Pompeji gezeigt.“ Das Zukunft liegt südlich vom Bahnhof Berlin Ostkreuz parallel zum Markgrafendamm. Auf dem Gelände befand sich das Filmlager des Progress Film-Verleihs mit den Kopien der DEFA-Filme. Nach der politischen Wende verblieb es bis zum Umzug nach Berlin-Adlershof. Im September 2009 brannte das zu dieser Zeit als Technoclub genutzte Gebäude aus. Die ersten Filmvorstellungen an diesem Ort gab es im August 2011 im neu eröffneten Freiluftkino Pompeji. Dessen Name den Ruinen des vom Brand versehrten Gebäudeteils entstammt. Über Winter schloss das gesamte Haus zunächst, um am 6. Januar 2012 – zum Dreikönigstag – mit dem ersten Saal des festen Kinos Zukunft in Betrieb zu gehen. Am 23. Februar 2012 folgte der zweite Saal. Zum Betreiberkollektiv des Kinos gehören die ebenfalls in Friedrichshain gelegenen Tilsiter Lichtspiele. Entsprechend gibt es die Troika-Karte, die es Besuchern aller drei Kinos ermöglicht, jede 7. Kinovorstellung unentgeltlich besuchen können. Der Kartenverkauf erfolgt in der Kneipe (mit Leinwand und Beamer: auch für Fußballübertragungen oder ähnliches), bei einer Ausstellung im 'Bildersaal' wird eine Kulturabgabe von 0,30 Euro erhoben, die an den Künstler geht. Von einem Vorraum mit Sesseln und Plakaten gehen die beiden Kinosäle Z-3 und Z-4 mit jeweils 45 und 25 Sitzplätzen ab. Die Projektion erfolgt Digital vom Beamer mit Dolby-Stereo-Ton auf eine Leinwand von 2,0 m × 4,2 m Größe. Im Pompeji mit 100 Plätzen besteht ebenfalls Dolby-Stereoton, die Vorführung ist Digital oder als 35-mm-analog möglich, der 35-mm-Projektor mit Tellersystem steht unter einer Zeltplane im ersten Stock. Die Freiluftleinwand hat eine Größe von 4 m × 6 m. „Programmkino im Haus Zukunft: Haus mit Garten und Brauerei: Kino Zukunft » Freiluftkino Pompeji » Theater Zukunft » TIEFGRUND the small venue downstairs » Jazzbar » Folkbar » Bildersaal Zukunft » Dartraum » Brauerei Zukunft » Waldgarten Open Air » Und im Sommer Biergarten […]» Jeder Abend ist Programm!“ Die Bestuhlung besteht aus gepolsterten Klappsitzen. |
| Kino(matographen)-Theater                                                       | Frankfurter Allee 111a Bahnhof Frankfurter Allee (Lage) | 1903-                 | Der Bahnhof Frankfurter Allee liegt vor der Bezirksgrenze zu Lichtenberg und zwischen dem Ring-Center, das aus zwei Gebäudeteilen in beiden Bezirken besteht. Um 1903 begann die Zählung der Frankfurter Allee am Ringbahnhof mit Nummer 1 „Kinematographische Bilder – Darstellung gediegenster Art boten die ersten Kinos um die Jahrhundertwende in Berlin. Es waren noch kleine Betriebe, die noch nichts mit den späteren Filmpalästen gemein hatten. Ein Beispiel für solch ein Ladenkino ist das Kino-Theater von Karl Knübbel am Bahnhof Frankfurter Allee um 1903.“ () |
| Königsberger Lichtspiele --- Lichtspiele Küstriner Platz                        | Fredersdorfer Straße 6 (Lage)                           | 1910–1943             | In der Königsberger Straße 4 befanden sich 1918 die „Lichtspiele Küstriner Platz“ von Richard Burdow, sie waren mit 155 Plätzen in der Größe eines Ladenkinos angelegt. Als Jahr der Gründung des Filmtheaters ist im Kino-Adressbuch 1911, ab 1928 ist das Jahr 1910 eingetragen. Für 1920/1921 war Selma Rothe die Inhaberin, der Besitzer im Jahr 1924 war Wilhelm Tietz, das Kino zu dieser Zeit jedoch: z. Zt. geschlossen. Die Besitzer wechselten, so gaben 1925/1927 Gottfeld & Blumenthal tägliche Vorstellungen in dem nun Königsberger Lichtspiele („Lichtspielpalast“) genannten Filmladen, ehe 1928 Sylvester Hauke das Kino übernahm. Ihm folgte ab 1929 Willy Brytzki, der auch 1910 als Gründungsjahr eintragen ließ. Er ließ zudem 1932 Klangfilm-Technik einbauen, um Tonfilme vorzuführen. 1937 übernahm Helmut Scharmann die Königsberger Lichtspiele, bevor die Straßenecke Königsberger/Rüdersdorfer Straße bei den Luftangriffen getroffen und zerstört wurde. Der Kinobetrieb wurde 1943 beendet. Die Königsberger Straße mündete vor dem alten Ostbahnhof von Nordost in den Küstriner Platz (seit 1972: Franz-Mehring-Platz). Der Kinostandort Königsberger Straße 4 lag an der Straßensüdseite 120 m fußläufig vom alten Bahnhofsgebäude. 1964 wurde der erhaltene südwestliche Abschnitt in Fredersdorfer Straße (1989–1991: Timbaudstraße) umbenannt. So läge das Kino im Südwesten der Kindertagesstätte Fredersdorfer Straße 6 (südwestlicher straßenseitiger Gebäudeteil). |
| Kosmos                                                                          | Karl-Marx-Allee 131a (Lage)                             | 1962–2005             | Originaltext zum Bild: Berlin, Karl-Marx-Allee, Kino Kosmos: Zentralbild Eckleben Ge. 7. Mai 1963 Welturaufführung Das Russische Wunder in Berlin. Das Russische Wunder – einer der bedeutendsten Dokumentarfilme der Nachkriegszeit – von Annelie und Andrew Thorndike, erlebte am 6. Mai 1963 im Berliner Filmtheater Kosmos seine Welturaufführung. Annelie und Andrew Thorndike haben über vier Jahre an dem 'Dokumentarfilm gearbeitet und sind mit drei Aufnahmestäben 800.000 km durch das Sowjetland gereist. Das Ergebnis ihrer Arbeit ist ein ergreifendes Filmwerk. UBz: Blick auf das Filmtheater Kosmos kurz vor Beginn der Welturaufführung. Beim Bau der Häuser der Stalinallee war nach der Trümmerberäumung von Kriegsruinen der Anschluss der Tilsiter Straße (seit 1969: Richard-Sorge-Straße) zur Stalinallee frei geblieben. 1959 wurde im II. Bauabschnitt der Stalinallee (Strausberger Platz bis Alexanderplatz) von den Architekten Josef Kaiser und Herbert Aust an dieser Stelle das Premieren- und Großraumkino geplant und 1960–1962 durch den VEB Hochbau Friedrichshain errichtet. Ein eingeschossiger zur Straße verglaster Vorbau für Foyer und Nebenräume mit rechteckigem Grundriss bedeckte das hinterliegende Hauptgebäude für den Zuschauersaal mit eiförmigen Grundriss. Als Unterbrechung der durchgehenden Wohn- und Geschäftshausbebauung nahm das Kino dreizehn Meter von der Straße zurückgesetzt eine markante Stellung ein. Am 5. Oktober 1962 wurde das damals größte Kino der DDR eingeweiht. Programmgestaltung und Betrieb erfolgten durch den VEB Berliner Filmtheater, der in den 1980er Jahren als Bezirksfilmdirektion Berlin umstrukturiert wurde. Nach der politischen Wende mit deren Privatisierung 1990 wurde die BFD GmbH (Gleimstraße 32–35, 1058 Berlin) Besitzer des Kinos. Das „Kosmos“ war für 1000 Zuschauer geplant, ausgewiesen war es im Saal für 984 Plätze. Durch Delokalisierung kaufte die Ufa-Theater AG (40210 Düsseldorf, Graf-Adolf-Straße 96) das Kino im Mai 1992 und baute es 1996 zum ersten modernen Multiplexkino Berlins für 3400 Zuschauer unter Einsatz von 55 Millionen DM (kaufkraftbereinigt in heutiger Währung: rund 47 Millionen Euro) um. Nach dem Umbau (durch das Architekturbüro RKW (Rhode, Kellerman, Wawrowsky) und den Architekten Konrad Beckmann) bestanden neben dem ursprünglichen Kino 1 mit 984 Plätze neun weitere Säle. Vier Eingänge führten in den Zuschauerraum von Saal 1 mit Rang, dessen blaue, vorher weiße, Bestuhlung in mehrere Blöcke aufgeteilt zur fast sieben Meter tiefen Bühne abfiel. Säle 2 und 10 mit 311 Plätzen, Säle 3 und 9 mit 172, Säle 4 und 8 mit 220 Plätzen, Säle 5 und 7 mit 297 Plätzen und schließlich Saal 6 mit 409 Plätze lagen symmetrisch und dem Grundriss entsprechend hufeisenförmig nach außen vom Wandelgang des Saales 1 halb unterirdisch abgehend. Die Säle wurden mit Digitalstereoton ausgestattet, nur die Säle 8 und 10 hatten in einfacherem Hl. Die Vorführung erfolgte in den Sälen 3, 4, 5, 7, 9 in „digitalem Lichtton für Kinofilme“ mit Dolby Surround, in Saal 8 für DTS-Wiedergabe und für Saal 6 wurde die Anforderung nach THX erfüllt; zudem gab es SDDS. Das Gebäude wurde 1978 in die Denkmalliste der DDR (Ost-Berlin) aufgenommen und mit der Berliner Denkmalliste weitergeführt. Das 1998 entstandene Multiplex UCI Kinowelt Friedrichshain führte zum Rückgang der Zuschauerzahlen im „Kosmos“. Bei der Insolvenz der UFA-Theater AG 2002 fand sich kein neuer Pächter zur Fortführung des Kinobetriebs und so schloss das Kosmos am 27. Juli 2005. Unter dem Namen 'Kosmos'2006 führten es die Großdisko-Betreiber Olaf Ponesky und Mirko Kahle (Pächter) als Veranstaltungszentrum für Konferenzen, Abendveranstaltungen, Kinosondervorführungen und Theater. Dafür wurde Saal 1 zum Mehrzwecksaal umgebaut. Bei einer Zwangsversteigerung 2010 kauften die Pächter das Haus als einzige Bieter und bieten ihre Räume weiterhin entsprechend an. |
| Kulturhaus der Bauarbeiter                                                      | Karl-Marx-Allee 70 (Lage)                               | 1953–1962             | Das Kulturhaus der Bauarbeiter wurde am 26. Juni 1952 eröffnet. Regelmäßige Filmveranstaltungen gab es ab 17. Juli 1953. Zunächst wurde nur freitags bis sonntags gespielt, 1954 aber zum täglichen Spielbetrieb übergegangen. Ab 1959 bis zur Schließung im Oktober 1962 gab es dann wieder nur zwei bis drei wöchentliche Spieltage. Letztmals wurde der Spielplan am 28. September 1962 in der Berliner Presse veröffentlicht. Ein wesentlicher Grund für das Ende des Kinos dürfte die Eröffnung des Premierenkinos Kosmos Anfang Oktober 1962 in etwa 1 km Entfernung gewesen sein. |
| Lasdehner Lichtspiele --- Litauer Theater Litauer Lichtspiele Dolli-Lichtspiele | Hildegard-Jadamowitz-Straße vor 18 (Lage)               | 1908–1943             | Im Eckhaus der Lithauer und Boxhagener Straße am Südrand der Frankfurter Allee wurden seit 1908 kinematographische Vorstellungen aufgeführt. Das Ladenkino hatte etwa 150 Sitzplätze. Durch Umbenennungen und Umnummerierung wurde das vor 1900 erbaute Eckhaus bis 1908 als Lithauer Straße 30 und ab da als Litthauer Straße 27 geführt, bei der Straßenumbenennung 1935 zur Lasdehner Straße, für das Kino änderte sich daraufhin der Name. Mit wechselseitiger Nummerierung ab Frankfurter Allee bekam das Haus die neue Adresse Lasdehner Straße 1/3 (zur Boxhagener Straße 1 liegend). Durch Bombenschaden 1943 endete der Betrieb eines Kinos im Haus. Das gesamte umliegende Gebiet wurde in Mitleidenschaft gezogen. Die Kinoräume blieben nicht erhalten. Nach der Beräumung von Trümmern an der Lasdehner Straße Ecke Frankfurter Allee / Boxhagener Straße entstanden Wohnbauten im fünfgeschossigen Wohnblock neben dem vormaligen Kinostandort. Die kinematographischen Vorführungen begannen um 1908 beim Wechsel des Hauseigentümers in der Litthauer Straße 30, als ein Ladenkino eingerichtet wurde. Das Kino-Adressbuch benennt für das Kino in der Litthauer Straße 27 als Inhaber 1917 Emil Haselbach aus der Litthauerstraße 2. Im Straßen- und Gewerbeteil des Berliner Adressbuchs ist er 1912 für die kinematographischen Vorstellungen in der Litthauer Straße 27 aufgenommen. Das „Litthauer Theater“ mit 180 Plätzen wurde täglich bespielt und Dienstag und Freitag wechselte das Programm, die Stummfilme wurden von ein bis zwei Musikern untermalt. 1920/1921 waren Schulz & Co., 1924/1927 Hermann Schmidt Kinobesitzer, der neben O 34 Litauer Straße 27 auch die Spielstätte W 57 Potsdamer Straße 68 betrieb. dem folgte 1927 Gustav Beutler und 1928/1929 Georg Wille. 1930 wurde Willibald Schmidt, in den ersten beiden Jahren gemeinsam mit Richard Linke, Kinobesitzer. Er ließ 1932 von Kinoton die Technik für das Vorführen von Tonfilmen einbauen. Im Adressteil 1936 ist „W. Schmidt, Kino“ in der Lasdehner Straße 1/3 notiert. Das Kinoadressbuch gibt für das Lichtspieltheater (Lasdehner Straße 1) unter der neu benannten Straße für 1936 als Inhaber Willibald Schmidt (wohnt in Nr. 3) mit 136 Sitzplätzen und täglichen Vorstellungen, gegründet 1908, an. Willibald Schmidt hat anschließend laut Eintrag im Adressbuch 1937 das Lichtspieltheater in der Elbinger Straße 47 übernommen. Laut Kino-Adressbuch sind ab 1938 Walter Weigel und Rüschenschmidt für die „Lasdehner Lichtspiele“ im Kino-Adressbuch eingetragen, ab 1941 nur noch Franz Rüschenschmidt. Sie gaben als Tag der Eröffnung der „Dolli-Lichtspiele“ mit 160 Plätzen den 1. April 1938 an, im Folgejahr wieder „Lasdehner Lichtspiele“ mit 146 Plätzen; gespielt wurde täglich. Letztlich musste der Spielbetrieb 1943 eingestellt werden, als die Kinoräume bei Luftangriffen unbenutzbar wurden. |
| Lido(-Lichtspiele des Ostens)                                                   | Hildegard-Jadamowitz-Straße neben 25 (Lage)             | 1938–1941             | Als 1938 Walter Weigel die vorherigen Kinoräume im Industrie-Palast (Warschauer Straße 39/40) verlassen musste fand er für sein Lido-Kino in der Boxhagener Straße 132 geeignete neue Räumlichkeiten. Der neue Standort am Ende der Kadiner Straße war fußläufig 1400 Meter entfernt und sicherte den Verbleib von Stammkunden unter den Zuschauern. Neueröffnet wurde mit 438 (442) Plätzen am 1. April 1938. Inhaber des „Lido/Lichtspiele des Ostens“ westlich der Warschauer Straße waren Walter Weigel und H. Rüschenschmidt, ab 1940 Franz Rüschenschmidt. Das Kino bestand am neuen Ort nicht lange: das Gebäude wurde im Krieg zerstört. Die gesamten Wohnbauten der Grundstücke 126–135 (ausgenommen 131: St. Nikolaus-Kirche) an der Ecke zur Frankfurter Allee waren Ruinen, diese wurden in der Nachkriegszeit beräumt und lagen in den 1950er Jahren im Planungsbereich der Stalinallee. Das Grundstück Boxhagener Straße 132 ist entfallen, der Abschnitt der Boxhagener Straße westlich der Warschauer Straße entwidmet. An der neuen Straßenecke mit der Kadiner Straße auf einer Grünfläche westlich der St.-Nikolaus-Kapelle befand sich der Kinostandort. Diese adressiert unter Grundstück 25 der 1957 neu angelegten Hildegard-Jadamowitz-Straße. |
| Liebig-Lichtspiele                                                              | Frankfurter Allee vor 3 (Lage)                          | 1912–1913             | Das Kino befand sich an der Ecke Liebigstraße und hatte etwa 200 Sitzplätze, im Berliner Adressbuch 1913 ist unter Frankfurter Allee 65 der Kinobesitzer L. Wolff aufgenommen. Die Existenz der Spielstätte ergibt sich aus einer Meldung in der „Lichtbildbühne“ vom März 2013: „Mehrere Löschzüge der Berliner Feuerwehr wurden am vorigen Donnerstag um 8:30 nach der Ecke Frankfurter Allee/Liebigstr. gerufen, wo in den Liebig-Lichtspielen eine Decke eingestürzt war. Auch Branddirektor Reichel eilte sofort zur Unfallstelle. Das etwa 200 Personen fassende Theater besteht seit März vorigen Jahres und war am Donnerstagabend von etwa einem Dutzend Zuschauern – meist Frauen und Kinder – besucht. Während der Vorführung wurde plötzlich in dem dunklen Raum ein knisterndes Geräusch gehört. Der Besitzer des Theaters, der den Ausbruch eines Brandes vermutete, schaltete schleunigst das elektrische Licht ein und sah, daß sich die feuerfeste, fingerstarke Rabitzdecke löste, die unter der eigentlichen Decke des Raumes auf Veranlassung der Baupolizei gezogen war. Er rief den Theaterbesuchern zu, sich unter die Sitze zu ducken. Schon im nächsten Augenblick stürzte die ganze Decke herab. Einige Angstschreie wurden laut, doch zeigte sich bald, daß niemand ernstlich verletzt war. Nur eine Frau namens Martha Piepenburg erlitt leichte Quetschungen an der Brust und mußte nach der Unfallstation an der Warschauer Straße gebracht werden. Die Trümmer der Decke wurden auf Veranlassung der Polizei auf den Sitzen und auf dem Fußboden des Theaters liegen gelassen. Die Baupolizei wird eine genaue Besichtigung zur Feststellung der Ursache des Deckeneinsturzes vornehmen.“ Unbekannt ist es, ob das Kino danach wieder öffnete. |
| Luna-Palast --- Welt-Theater                                                    | Karl-Marx-Allee 70f (Lage)                              | 1902–1943             | Das Grundstück Große Frankfurter Straße 121 lag von der südlichen Straßenfront aus 100 m in die Tiefe und trug ein Wohnhaus mit Geschäftsetage. Es wurde nach Kriegsschäden und Enttrümmerung mit Neubauten der Stalinallee überbaut. So befindet sich der ehemalige Kinostandort ungefähr vor und hinter dem Haus 70f im Wohnblock Karl-Marx-Allee 70a–70i zwischen Andreas- und Koppenstraße. Ein größeres Kino-Theater wurde hier – nach den späteren Angaben im Kinoadressbuch – bereits 1902 eröffnet. In den 1910er Jahren war Robert Müller Inhaber des „Welt-Theater“ in der Großen Frankfurter Straße, er führte das Kinematographen-Theater „Welt-Theater“ vom Wedding aus (Müllerstraße). (Das Lebende Bild zog wohl an die Schönhauser Allee weiter). Die Spielstätte mit 580 Sitzplätzen und täglichen Vorstellungen ließ Müller durch seinen Vorführer Benidetti wenigstens bis 1921 betreiben, das von ihm angegebene Gründungsjahr 1907 bezieht sich wohl auf die eigene Tätigkeit an diesem Ort. Nach den Inflationsjahren wurde 1924 die „Litheko GmbH“ und 1925 die „Vereinigte Lichtspieltheaterges. mbH“ genannt, deren Geschäfte I. Hein führte. Als Hein & Kreisle GmbH aus Berlin-Charlottenburg ließ er 1927 durch Fritz Wilms zum „Luna Film Palast“ um- und auf 900 Sitzplätze ausbauen, mit einer 60 m² großen Bühne. Hermann Feldschuh war der Vorführer. 1929 wurde die Firma in Dames & Kreisle geändert. Die angegebenen Gründungsjahre variieren nun zwischen 1927 und 1902 (1930). Für die Untermalung der Stummfilme in den täglichen Vorstellungen waren 11–12 Musiker tätig. 1931 ließen J. Dames und Fritz Kreisle die neue Kinoton-Technik für Tonfilmvorführung des französischen Filmkonzerns Gaumont einbauen. 1931 waren Hans Rieger, 1932/1933 Jacob Figini Kinovorführer. 1933/1934 betrug die Zuschauer-Kapazität vom Luna-Palast 1000 Plätze; 1934 wurde die „Luna“ Lichtspieltheater-Betriebs-Ges. mbH Inhaberfirma. Friedrich Grzybeck und Achim Liebreich übernahmen das Kino 1937 und gaben 929 Sitzplätze an. Ab 1940 war Liebreich alleiniger Inhaber, bis das Kinogebäude 1943 den Luftangriffen und Kriegsschäden zum Opfer fiel. |
| Merkur-Palast-Lichtspiele                                                       | Palisadenstraße westlich 30 (Lage)                      | 1919–1943             | Das Grundstück Palisadenstraße 26 lag mit einer Straßenfront etwas westlich (vom alten Lauf) der Strausberger Straße 100 m in die Tiefe zur (entwidmeten) Weberstraße 22. Die Straßenfluchten und Grundstückslagen wurden im umliegenden Gebiet nach 1945 vollständig geändert. Die Lage des Kinostandortes entspricht ungefähr der Grünfläche zwischen dem westlichen Gebäudeteil der Kita Palisadenstraße 30 und dem Haus 15 des Wohnblocks Lichtenberger Straße 13–16. Im Hof der Palisadenstraße 26 befand sich ein Fabrik- oder Saalgebäude. 1919 wurden die „Lichtspiele Merkur-Palast“ eröffnet, der Inhaber und Betreiber des Kinos mit 500 Plätzen war Wilhelm Koch, gespielt wurde täglich mit zwei wöchentlichen Wechseln des Programms. 1924/1925 kam Siegfried Kämpfer in den Besitz des Merkur-Palastes mit nunmehr 600 Plätzen. Fünf Musiker untermalten die Stummfilmvorführungen. 1927 übernahm der Berliner Kinobesitzer Cerf die Spielstätte d 1928 in seine „Filmschau-Gesellschaft Cerf & Co.“, sein Vorführer war Paul Gierig. 1930 wurde Albert Schmidt mit der Müller & Schmidt Besitzer der „Merkur-Palast-Lichtspiele“ und rüstete auf Klangfilm zur Vorführung von Tonfilmen um. 1935 ist die Zuschauerkapazität auf 458 Plätze erweitert. Albert Schmidt führte das Kinotheater im Zweiten Weltkrieg weiter, bis der Betrieb durch Bombenschäden endete. Im Krieg wurde der Saalbau zerstört, das getroffene Vorderhaus anschließend abgeräumt. Noch 1966 standen die Häuser entlang des aufgehobenen Abschnitts der Strausberger Straße (10–19 fortlaufend), die Grundstücksflächen wurden vom Leninplatz her schrittweise in den 1960er bis Anfang 1970er Jahren mit mehrgeschossigen Mietwohnhäusern überbaut. |
| Mirbach-Lichtspiele                                                             | Bänschstraße 73 (Lage)                                  | 1905–1964             | 1905 (nach den Angaben im Kinoadressbuch) wurde im Erdgeschoss des 1902 erbauten Wohnhauses Mirbachstraße 52 (Mehrparteien-Eckhaus Mirbachstraße 52 / Voigtstraße 32) ein Ladenkino mit 160–170 Plätzen und täglichen Vorstellungen eingerichtet. 1951 wurde der Straßenname geändert und von Hufeisen- auf wechselseitige Nummerierung umgestellt. Der Kinostandort bekam die Adresse Bänschstraße 73. Das Altbauwohnhaus war im Zweiten Weltkrieg erhalten geblieben und steht mittlerweile unter Denkmalschutz. Laut Adressbuch 1912 war P. Tornow der Kinobesitzer. Wenigstens seit 1913 war Ludwig Rehberg Kinoinhaber in der Mirbachstraße 52. 1920 wurde Hermann Garsuch Inhaber des Mirbach-Kinos mit seinem Vorführer Artur Lutze und führte es durch die Inflationsjahre bis 1927. 1928 wurde Karl Matthes der Besitzer der Mirbach-Lichtspiele, in denen zwei bis drei Musiker musikalisch die Stummfilme begleiteten und interpretieren. 1931 ging das Kino an Robert Hardtke (145 Plätze). Sein Nachfolger Erich Mackenroth ermöglichte die Tonfilmvorführung für eine Zuschaueranzahl auf 154 Plätzen. Nach drei Jahren, 1937 wurde Elise Sieburg die Besitzerin und führte das Kino durch Kriegs- und Nachkriegszeit. Im Jahr 1950 war Elise Sieburg weiterhin die Kinobesitzerin und Guido Sieburg ihr Vorführer (daher wohl kurzzeitig oder alternativ „Sieburg-Lichtspiele“ genannt). An jedem der sieben Tage der Woche wurden drei bis fünf Vorstellungen gegeben, 161 Plätze. Neben der Dia-Einblendung existierte eine Ernemann-Projektionsanlage und Verstärker Klangfilm Euronette. 1952 übernahmen Bruno Broscheit und 1960 Eva Eichler das Kino, das nicht den VEB Berliner Filmtheatern angeschlossen wurde. 1964 endete der Kinobetrieb. Im Folgenden wurden die Räume vom „Friedrich-Wolf-Studio“ als Probebühne und Theatersaal genutzt. In den 2010er Jahren nutzt eine Apotheke (Mirbach-Apotheke) die Erdgeschossräume. |
| Monopol-Lichtspiele                                                             | Petersburger Straße 61 (Lage)                           | 1909–1963             | In der Petersburger Straße 20 (nach 1947 lautete die Adresse durch Umbenennung und Umnummerierung: Bersarinstraße 61. Mit der Rückbenennung 1991 aktuell Petersburger Straße) wurde 1909 ein Ladenkino mit 230–250 Plätzen im Erdgeschoss entlang der Straßenseite eingerichtet. Im Eckhaus an der Zorndorfer Straße (seit 1951: Mühsamstraße 55) war W. Kremlau noch 1917 der Inhaber des „Monopol-Theaters“ mit täglichen Vorstellungen. Ferdinand Wernicke übernahm die Monopol-Lichtspiele mit 206 Plätzen im Kriegsjahr 1918 und führte sie durch die Inflationsjahre, bevor es Theodor Rojitschek 1927 übernahm. Walter Alm & August Heise waren 1928 ein weiteres Jahr Besitzer (248 Plätze). Im Folgejahr wurde Richard Garrei bis 1931 der Inhaber. Mit dem nächsten Besitzerwechsel baute Adolf Walldorf 1932 für Tonfilmvorführung (von Kino-Ton) um. 1936/1937 übernahm der Kinobesitzer Franz Rüschenschmidt die Monopol-Lichtspiele, 1941 gemeinsam mit Hans Trauthan. Das Eckhaus blieb weitestgehend am Ende des ZWK unbeschädigt; so konnten die Lichtspiele in den Nachkriegsjahren weiterbetrieben werden. Ende der 1950er Jahre wurden sie in den VEB Berliner Filmtheater eingegliedert und 1963 stillgelegt. Die weitere Nutzung der Räumlichkeiten erfolgte lange Zeit durch eine Filiale der „Sparkasse der Stadt (Ost-)Berlin“, in dem Ladengeschäft hat sich in den 2010er Jahren ein Fotostudio eingerichtet. |
| Passage                                                                         | Karl-Marx-Allee 60 (Lage)                               | 1912–1946             | Das Grundstück Große Frankfurter Straße 106 reichte bis zur Blumenstraße hindurch. Hier wurden im Jahr 1912 die „Passage-Lichtspiele“ mit etwa 200 Plätzen eröffnet. Bereits seit 1909 befand sich auf dem Grundstück Große Frankfurter Straße 106 / Blumenstraße 57 die „Deutsche Vitascope G.m.b.H.“ Im Adressbuch von 1914 sind kinematographische Vorstellungen für R. Nedwied unter Blumenstraße 57 eingetragen. Für die Große Frankfurter Straße benennt das Kino-Adressbuch 1920 Ernst Meier, Paul Schumann und 1921 August Meier. Richard Förster wurde im Folgenden Besitzer des Passage-Lichtspiele-Theaters und gab täglich mehrere Vorführungen mit zwei Programmwechseln in der Woche. Zunächst begleiteten zwei Musiker die Stummfilme, 1932 folgte die Möglichkeit der Tonfilmvorführung mit Klangfilm. Das Kino war 1941 nochmals im Kino-Adressbuch aufgenommen. Neben den Passage-Lichtspielen in der Großen Frankfurter Straße 106 gab es 1943 gleichnamige Spielstätten in Neukölln (Bergstraße 151/152) und in W 8 (Unter den Linden 35). Nach den Angaben im Kinowiki bestand das Kinogebäude bis 1946. Schließlich wurden die Altbauten und Ruinen an der Großen Frankfurter Straße beräumt, um Baufreiheit für den ersten Bauabschnitt der Stalinallee zu schaffen. |
| Petersburger Lichtspiele                                                        | Petersburger Straße 16 (Lage)                           | 1906–1932             | Durch Umbenennung und Umnummerierung von Petersburger Straße 57a lautete die Adresse nach 1947 Bersarinstraße 16 und seit 1991 mit der Rückbenennung Petersburger Straße 16. Das Haus Petersburger Straße 57a (* 16) wurde 1905 neu erbaut 1906 wurde von Schönlank & Just ein Ladenkino mit etwa 115 Plätzen eröffnet. Im Folgejahr übernahm Karl Templiner das Kino, 1908 zog auch Arthur Templiner in das Haus. Im weiteren betrieb Arthur Templiner die Kinematographische Vorstellungen im Haus (Vorstellungen nach 6 nachmittags) und in der Frankfurter Allee 153 und eröffnete weitere Standorte (Köpenicker Straße 35–38 und SO 33, Wrangelstraße 52). Die Petersburger Straße 57a wurde 1914 oder 1915 von den Templiners als Kino-Standort und Wohnsitz aufgegeben. Sie betrieben weiterhin ihre Kinematographen an anderen Standorten (Thaerstraße 54, Brunnenstraße 181, Frankfurter Allee 153). Die Räume in der Petersburger Straße wurden wohl von Händlern weiterhin genutzt. 1919 eröffneten die Schüßlers (Helene Schüßler geb. Fritze, Franz Schüßler, Kopernikusstraße 23) die Petersburger Lichtspiele neu. Sie gaben als Jahr der Gründung 1906 und als Anzahl der Plätze 114 bis 134 an; gespielt wurde täglich mit Programmwechsel am Dienstag und Freitag, zwei Musiker begleiteten die Stummfilme. Ab 1928 führte Otto Maibaum das Kino zwei Jahre, anschließend wechselte der Inhaber jährlich: Richard Ansorg (1930), Maliszewski-Jung (1931), P. Jung (1932). Nachdem zuletzt nur noch 103 Sitzplätze vorhanden waren, eine Umstellung auf Tonfilmvorführung aber noch stattfand, musste der Betrieb eingestellt werden. Die Räume wurden wohl weiterhin gewerblich genutzt, das Altbauhaus mit dem Hinterhaus überstand die Kriegsereignisse, während das Nebengrundstück von Trümmern beräumt wurde. Im Jahr 2008 wurde das Wohnhaus saniert. |
| Plath-Lichtspiele                                                               | Frankfurter Allee 26 (Lage)                             | 1908–1931             | Das Kinogrundstück besaß von 1900 bis 2000 verschiedene Adressierungen. In dem 1905 vom Architekten Hoppe fertiggestellten Mietshaus 153 des Rentiers J. Neumann richtete sich 1908 Arthur Templiner mit seinen kinematographischen Vorstellungen („Photo-Elektrisches Theater“) ein. Im Jahr 1912 hatte Templiner diesen Standort aufgegeben und andere Kinostandorte übernommen. Seit 1911 war der Schachtmeister F. Plath im Haus gewerblich tätig und ab 1918 wurde er als Kinobesitzer in der Frankfurter Straße 49 (anfangs 151/152, deren Nummerierung wechselte) im Adressbuch geführt. In Plaths Lichtspielen wurden täglich Vorstellungen gegeben, der Kinosaal hatte 200 Plätze. Im Kino-Adressbuch war ab 1920 Richard Petznick als der Inhaber der Plath-Lichtspiele aufgenommen. Als die Filmvorführungen 1931 in der Frankfurter Straße 49 endeten, war Richard Petznick im Adressbuch als Gastwirt aufgeführt. Anzumerken sind in unmittelbarer Nähe der gegenüber gelegene Germania-Palast entsprechend Frankfurter Allee 25 (aktuell) und der auf dem Grundstück 48 (damals) stehende Viktoria-Palast. |
| Plaza --- Lichtspiele am Küstriner Platz Faun-Lichtspiele Panorama              | Franz-Mehring-Platz vor 4 (Lage)                        | 1946–1969             | Ursprünglich befand sich in der Rüdersdorfer Straße 4/5 die Knaben-Volksschule, 30. Gemeindeschule. Nach Kriegsende wurden 1946 in einem Gebäudeteil die „Lichtspiele am Küstriner Platz“ eingerichtet, die 1955 unter dem Namen „Faun-Lichtspiele“ und mit der Übernahme durch den VEB Berliner Filmtheater in „Plaza“ umbenannt wurden. Diese Kinonamen sind Reminiszenzen an die vorherigen Lichtspiele am Küstriner Platz. Das Varieté „Plaza“ befand sich im Bahnhofsgebäude des ehemaligen „alten Ostbahnhofs“ und lag über den Küstriner Platz hinweg gegenüber vom Kino, es war im Krieg zerstört worden. 1965 wurde die Spielstätte des Kinos „Plaza“ zum „Filmkunst-Theater Panorama“ gestaltet, und im Jahr 1969 kam noch das Kino „Camera“ unter, bevor das Filmarchiv dann seinen neuen Standort kam. Nach der Schließung 1969 wurde es erst als evangelischer Kirchenraum genutzt. Nach 1972 bei der Umgestaltung des Küstriner Platzes zum Franz-Mehring-Platz wurden die Gebäude jedoch abgerissen und Neubauten errichtet. Das Kino in einem Gebäudeteil der vormaligen Schule lag auf dem Grundstück zwischen der 1974 errichteten Kaufhalle an der Rüdersdorfer Straße und dem Wohnhaus Franz-Mehring-Platz 4/5, vor dem eine kleine (unbenannte) Straße entlangführt, auf deren Straßenland das Schulgebäude lag. |
| Reform-Lichtspiele                                                              | Oderstraße 2 (Lage)                                     | 1911–1921             | In dem Eckhaus Dossestraße 14/Oderstraße 2 befanden sich die Reform-Lichtspiele mit 140 Plätzen und täglichen Vorstellungen. Gegründet wurde das Kinematographentheater 1911 von Richard Thiele 1912 wurde H. Maaß als Inhaber und im Kino-Adressbuch 1921 wird Friedrich Gosse genannt. In den 2000er Jahren befanden sich im Erdgeschoss des sanierten Altbauwohnhauses Gewerberäume mit einer Eingangstür an der Hausecke. |
| Silesia-Lichtspiele                                                             | Landsberger Allee 61 (Lage)                             | 1919–1921             | Das Kino wurde 1919 in der Landsberger Straße 153 mit 200 Plätzen von Walter Seefeld aus Köpenick eröffnet. Das Wohn- und Geschäftshaus war 1906 errichtet worden und das Kino entstand in den Räumen des „Cafe Silesia“ von W. Kögel, worauf sich der Name bezog. Gespielt wurde täglich. 1921 wurde der Spielbetrieb wieder eingestellt. Nach dem Ende der Filmvorführungen befand sich eine Bäckerei in den Räumen. Aufgrund der Umbenennungen des Straßenzugs, wobei auch von Hufeisen- auf wechselseitige Nummerierung umgestellt wurde, hat das erhaltene und 1994 modernisierte Geschäftshaus die Adresse Landsberger Allee 61. In dem Gebäude befindet sich die „Hauptstadtoper“ mit dem „Café in der Oper“. |
| Simplon-Lichtspiele                                                             | Simplonstraße 2–4 (Lage)                                | 1919–1934             | Die Simplon-Lichtspiele befanden sich ab 1919 in der Simplonstraße 29a (Ecke Simon-Dach-Straße 34). Durch die Umstellung der Grundstückszählung wurde aus 29a und 29b das Grundstück 2/4. Hermann Wertke aus der Fasanenstraße 52 eröffnete das Kino mit 350 Plätzen, die Filmvorführungen fanden täglich statt und wechselten wöchentlich zweimal das Programm. Da bereits 1921 Georg Kusche & Sohn aus dem I. Stock der Simplonstraße 29a den Betrieb als „Simplon-Lichtspiele und Cabaret“ übernahmen und dafür 400 Sitzplätze eintrugen, war wohl der geschäftliche Erfolg gering. Oskar Paulsen führte 1924 als Inhaber Lichtspiele und Cabaret weiter und 1925 übernahm Walter Dembo. 1928/1929 wurden die Vorstellungen von der Simplon-Lichtspiele GmbH gegeben, Stummfilme von zwei Musikern begleitet. Die GmbH gehörte Emil Eilermann, Max Förster und Hans Benda die weitere Kinos betrieben. Sie gaben 1932 den Besitz an Richard Petznick ab, der 1931 die Plath-Lichtspiele mit geringerer Zuschauerkapazität stillgelegt hatte. Petznick ließ bei der Übernahme noch Klangfilmtechnik einbauen. 1934 schloss er jedoch auch diese Filmspielstätte und der Kinobetrieb endete. Nach dem Beräumen des zerbombten Eckhauses und Änderung der Mündung der Simplon- in die Wühlischstraße verblieb ein Spielplatz auf dem ehemaligen Kinostandort. |
| Städtische Jugendbühne                                                          | Holteistraße 7/9 (Lage)                                 | 1920–1933             | Die Holteistraße wurde Anfang der 1910er Jahre bebaut. Zwischen Sonntag- und Wühlischstraße entstand mit den Hausnummern 7–9 vis-à-vis vom Wühlischplatz ein Schulkomplex für eine Lichtenberger Gemeindeschule, im Groß-Berliner Verwaltungsbezirk Lichtenberg: 201., 21., 24., 38. Volksschule und 1. Hilfsschule. Im Jahr 1924 wurde auf Veranlassung des Stadtinspektors Griepe der Volksbildungsanstalt Lichtenberg in der Schulaula die „Städtische Jugendbühne“ eingerichtet. Die Geschäfte führte Stadtrat Köhler aus dem Bezirksamt Lichtenberg (Volksbildungsamt I). Es standen in der Aula der Schule etwa 300 Sitzplätze für tägliche Jugendvorstellungen nachmittags bereit, zudem wurde das Programm der Abendvorstellungen zweimal gewechselt zur Woche und dem längeren Wochenende. Mit der Machtergreifung der Nationalsozialisten im Jahr 1933 endeten die Filmvorführungen in der Schulaula. Das alte Schulgebäude wurde im Zweiten Weltkrieg zerstört, die Ruine bis 1952 beräumt. Von 1953 bis 1954 wurde die Max-Kreuziger-Oberschule in Umkehrung mit zunehmenden Bauhöhen nach Osten nach Entwurf des Architekten Hans Schmidt durch den „NAP-Baustab“ Stalinallee Südost als Vorbild-Schulbau errichtet. Die Schulaula im dritten Geschoss diente nun wieder als Veranstaltungsraum des Bezirks eingeschlossen zeitweisen Filmvorführungen. |
| Stralauer Filmtheater --- Markgrafen-Lichtspieltheater                          | Markgrafendamm 34 (Lage)                                | 1920–1971             | Hermann Scholz eröffnete 1916 die „Markgrafen-Lichtspiele“ in den Markgrafendammsälen im 2. Hinterhof des Hauses Markgrafendamm 34, das Straßenland gehörte hier bereits zur Gemarkung Stralau. In den Jahren bis 1920 war Robert Müller der Besitzer des Kinos mit 420 Plätzen. 1921 wurden Eugen Petrat und 1924 Erich Pollak aus Charlottenburg als Inhaber geführt. Das Programm der täglichen Vorstellungen wurde Dienstag und Freitag gewechselt. Ab 1928 betrieben „Lorks & Pollak“ die Einrichtung. Als 1931 Erich Pollak alleiniger Inhaber wurde, ließ er Klangfilm zum Abspielen von Tonfilmen einbauen. Es bestand eine mechanische Musikanlage. Kuno Deutschmann und Anna Scheuer besaßen die „Markgrafen-Lichtspiele“ ab 1937. Den Krieg überstand das Kino ohne große Schäden und der Kinobetrieb ging in den Nachkriegsjahren weiter. Nach 1957, mit der Verstaatlichung der privat geführten Kinos, änderte sich der Name in „Stralauer“, der VEB Berliner Filmtheater führte das Stralauer Filmtheater noch bis 1971 weiter. Als dringende Reparaturen nötig wurden und zudem die Besucherzahlen sanken, wurde es geschlossen. Das Altbau-Mietshaus blieb in der Substanz renoviert erhalten, das Kinogebäude im Hinterhof wurde abgerissen. |
| Tempo-Lichtspiele --- Simon-Dach-Lichtspiele Biophon-Theater                    | Simon-Dach-Straße 12 (Lage)                             | 1910–1960             | Das Kino wurde 1910 als Ladenkino mit einem Biophon-Apparat eingerichtet. Die Anzahl der Sitzplätze betrug etwa 200; im weiteren wurden Platzkapazitäten zwischen 150 und 225 angegeben. Für die Jahre 1910 und 1911 ist im Adressbuch die Hulke und Co. mit einem Kinematographentheater notiert. Als Inhaber des Kinematographentheaters folgte bis 1914 Richard Winkler und anschließend W. Lindner. 1920/1921 ist im Kino-Adressbuch Adolf Schacher, dem auch das Aboli in seinem Wohnhaus (Alt-Boxhagen 59) gehört, für das „Biophon-Theater“ nachgewiesen. Abgelöst wurde er als Inhaber von Reinhold Wosseng, der für das Biophontheater 201 Plätze und eine Bühne von 3 m Breite und 1,2 m Tiefe eintragen ließ. 1926 ersetzte er den Namen des Kinos durch „Simon-Dach-Lichtspiele“ (174 Plätze). 1929 wurde Franz Neuenschwander Inhaber und gab 1908 als Gründungsjahr an: es wurde täglich gespielt, Stummfilme von zwei Musikern untermalt. Neuenschwander benannte sein Kino 1932 „Tempo-Lichtspiele“, was (wohl) in der geschaffenen Möglichkeit für Tonfilme begründet war. Ein erneuter Besitzerwechsel folgte zwischen 1933 und 1934, als Alfred Horstmann und Paul Wünsch Inhaber wurden, ab 1939 war Alfred Horstmann alleiniger Besitzer. Das Gebäude blieb von Kriegseinflüssen (nahezu) unbeeinflusst. Horstmann setzte den Betrieb in den Nachkriegsjahren in dem Ladenkino mit nun 164 Sitzplätzen fort. Täglich wurden vier Vorstellungen gegeben. Die Technik bestand aus zwei Ernemann-Maschinen Erko III und Erko IV, Verstärker von Klangfilm und der Dia-Wiedergabe. Die letzte Kinobetreiberin zwischen 1959 und ca. 1960 war Hannelore Rojahn. Das Kino wurde geschlossen, da nicht in den VEB Berliner Filmtheater eingegliedert wurde. Frau Rojahn war 1964 bis 2000 Betreiberin der „Eva-Lichtspiele“ in der Blissestraße 18. Im Erdgeschoss des Hauses Simon-Dach-Straße 12 befinden sich in den Kinoräumen Ladenflächen (meist) mit Gastronomie. |
| Thalia Lichtspiele                                                              | Karl-Marx-Allee 69a (Lage)                              | 1904–1946             | Durch die mehrfache Umbenennung der Adresse Große Frankfurter Straße 27 an der Ecke Lebuser Straße, insbesondere mit der Entwidmung der Großen Frankfurter Straße, liegt der Kinostandort, definiert durch den östlichen U-Bahnausgang Strausberger Platz südwestlich vor dem Haus Frankfurter Allee 69a, genauer schräg vor Lebuser Straße 35d. „Das Thalia wurde 1905 als Cinephontheater in der Großen Frankfurter Straße 27 eröffnet. Es war das erste ortsfeste Kino in Friedrichshain.“ () In den Jahren 1910 bis 1913 ist Willy Neufert der Kinematographenbesitzer im Parterre von Frankfurter Straße 27, er wohnt in Nummer 15, im Adressbuch 1914 ist er als Kinovorführer eingetragen. Die Rentnerin Minna Martiny hat wohl 1914 den Besitz des Vorführgeräts übernommen, so wurde Neufert zum Vorführer und der Kinosaal wurde vom Gastwirt Werner geführt. Das Kino hat den Namen „Thalia-Lichtspiele“ erhalten, es hatte 221 Plätze, wurde täglich bespielt, zwei bis drei Musiker begleiteten die Stummfilmvorführungen. So wurde es durch die Kriegsjahre hinweg betrieben. 1920 wurden Erich Wagner, 1921 die Gebrüder Raguschanski die Besitzer der Spielstätte; weitere Inhaberwechsel erfolgten nahezu jährlich: Albert Göbel (1924), Thalia-Lichtspiele GmbH von Friedrich Harnisch (1925–1927), ab 1928 dann Hugo Zweig. Die Anzahl der verfügbaren Plätze lag zwischen 240 und 250. Hugo Zweig veranlasste 1930 den Einbau von Tonfilm-Technik (Klangfilm). 1933 wurden Richard Förster und 1934 Ernst Metzger Kinoinhaber, ihr Vorführer war Kurt Thamm. Das Gebäude samt Kino wurde durch Kriegseinflüsse beschädigt, Filmvorführungen blieben jedoch möglich. Das Kino soll noch 1946 in Betrieb gewesen sein, wurde aber spätestens 1950 in Vorbereitung der Bauarbeiten an der neuen Magistrale nach Osten abgerissen. Zunächst entstand östlich der Lebuser Straße auf den Grundstücken der Weydinger-Stiftung – Großen Frankfurter Straße 21–24 (vormals Nikolaus-Bürger-Hospital, Gemeindeschule, Weydinger-Stift) die Deutsche Sporthalle (in den 1960er Jahren Zentraler Klub der Jugend und Sportler) unter Frankfurter Allee 69. |
| Tilsiter Lichtspiele                                                            | Richard-Sorge-Straße 25a (Lage)                         | 1908–                 | Die „Tilsiter Lichtspiele“ waren eines der ersten Kinos in Berlin und Vororten und feierten 2008 ihr 100-jähriges Bestehen. Das Programmkino mit Kneipe in der Richard-Sorge-Straße – genau in der Mitte zwischen dem ehemaligen Kino Kosmos in der Karl-Marx-Allee und dem UCI Kinowelt in der Landsberger Allee gelegen – war damit das zweitälteste in der Stadt. Eröffnet wurde das Kino 1908 im Erdgeschoss des Alt-Berliner Wohnhauses Tilsiter Straße 25a und hat seither eine wechselhafte Geschichte erlebt. Der Name geht auf den Standort an der Tilsiter Straße zurück, die seit 1969 Richard-Sorge-Straße heißt. Ursprünglich in privatem Familienbesitz befindlich, musste der letzte Betreiber zu DDR-Zeiten 1961 seine letzte Vorstellung geben. In dem nach 1900 erbauten Mietshaus wurden im Jahr 1908 die 'Tilsiter Lichtspiele' (wohl in vorgesehenen Gasträumen) eröffnet. Im Adressbuch ist Minna Mrose mit Kinematographen Theater in der Tilsiter Straße 25a aufgenommen. Im Folgejahr wurde Paul Liersch der Kinobesitzer, bevor der im Kinobereich umtriebige Otto Voß 1912 als Inhaber aufgeführt ist. Er bespielte die Tilsiter Lichtspiele mit deren 190 (186…192) Plätzen täglich, jeweils dienstags und freitags beginnt ein neues Programm. Der Eintrittspreis betrug um 1920 0,29 Mark. Für das Jahr 1932 gab Voß die Lichtspiele an Else Jahr ab und übernahm selbst den Süd-Palast in Neukölln. Jahr nannte 138 Plätze für das Kino. 1933 wurde Wilhelm Reuter Kinobesitzer und ließ neue Technik von Klangfilm einbauen, sodass ab sofort auch Tonfilme gezeigt werden konnten. Reuter führte den Kinobetrieb bis in die Nachkriegszeit, möglich da der Kinosaal und das Gebäude weitestgehend durch Luftangriffe und Kampfhandlungen unbeschädigt blieben. Der Kinobetrieb mit einer Platzkapazität von 170 (167…173) Sitzen und täglichen Vorführungen wurde bis 1961 aufrechterhalten. Kurz vor der Eröffnung des Kosmos mit 1000 Plätzen schlossen die ‚Tilsiter Lichtspiele‘ mit 167 Sitzplätzen. Nachdem die leerstehenden Räume für drei Jahre zunächst als Filmatelier genutzt wurden, betrieben drei Filmschaffende die Sanierung und Wiedereröffnung als Programmkino. So wurde nach 33-jähriger Pause der Betrieb eines Kinos am 18. Februar 1994 wieder aufgenommen. Den Künstlern hatte das ehemalige Kino in den Wendejahren als konspirative Adresse gedient. Trotz der inzwischen umbenannten Straße behielten die neuen Betreiber den traditionellen Kinonamen bei. Der vorhandene Saal wurde verkleinert und eine Kneipe hinzugefügt, die nun auch als Veranstaltungsort zur Verfügung stand. Die Ausstattung stammte aus anderen Lichtspieltheatern der 1950er und 1960er Jahre. Im November 2006 wurden die Fassade und die Kneipe und im Februar 2008 der damals einzige Saal renoviert, der hintere Teil wurde erhöht und in der letzten Reihe wurde eine Couch-Sitzecke eingerichtet. Im September 2008 wurde öffentlich bekannt, dass aufgrund von erhöhten Mietforderungen der Weiterbetrieb der Tilsiter Lichtspiele gefährdet war. 2011 eröffneten einige Mitarbeiter der Tilsiter Lichtspiele mit einem vergrößerten Kollektiv das Zukunft am Ostkreuz südlich vom Bahnhof Berlin Ostkreuz, angeschlossen mit dem Freiluftkino Pompeji und Kino Zukunft. Damit verfügten die Künstler über vier Kinoleinwände sowie eine Open-Air-Leinwand. Deshalb wurde 2012 die Kino-Troika gegründet, ein ideeller Überbau für das Programm der drei Kinos und seine Verbreitung. Für die Besucher aller drei Kinos gibt es die Troika-Karte, eine Stempelkarte, die ihnen bei jeder 7. Kinovorstellung freien Eintritt ermöglicht. Der zweite Kinosaal wurde 21 Jahre nach der Wiedereröffnung am 1. März 2015 in einer ehemaligen Einraumwohnung im Erdgeschoss eröffnet, der reguläre Kinobetrieb am 5. März 2015 aufgenommen. Der Saal T-1 im hinteren Teil der Kneipe hat 66 Plätze und auf einer 2,5 m × 3,5 m großen Leinwand wird Digital 4K mit Dolby Digital 5.1-Ton projiziert. Auch wenn es noch einen alten 35-mm-Projektor im Vorführraum gibt, werden die Kinofilme nahezu ausschließlich digital abgespielt. Die Projektion im 25-Plätze-Saal T2 erfolgt digital mit Ton in Dolby Digital 5.1 auf eine Leinwand von 2,5 m × 3,90 m. Geführt wurde das Kino (1995) von der Kunstgalerie e. V. und 1997 wurde die Inhaberform zur Tilsiter-Lichtspiele GbR. |
| Traveplatz-Lichtspiele --- Vita-Theater Lichtspiele am Traveplatz               | Weichselstraße 26a (Lage)                               | 1910–1958             | Das Kino befand sich im Eckgebäude Weichselstraße/Oderstraße direkt an der Südwestecke des Traveplatzes. Nach den Angaben des Eigentümers wurde das Ladenkino in der Weichselstraße im Jahr 1908 eingerichtet. Jedoch wurde das Haus 26a erst 1910 erbaut und vermietet, unter anderen an einen Gastwirt, so begann der Kinobetrieb wohl in einer Gaststätte durch Aufstellen eines Vitascopes für kurze Stummfilmszenen. 1911 betrieb der Kinematographen-Theater-Besitzer P. Röhr die Vorstellungen im Haus. Die Einrichtung hieß 1918 „Vita-Theater“, hatte 160 Sitzplätze und war im Besitz von W. Jungnickel. Für das Jahr 1920 sind die Traveplatz-Lichtspiele mit 200 Plätzen nachgewiesen und Elise Kloß, geb. Grothe wurde Inhaberin des Kinos mit 190, ab 1928 noch 146, Plätzen. Gespielt wurde täglich. 1932 erfolgte der Einbau der Selenophon-Technik zum Vorführen von Tonfilmen. Das Kino blieb bis in die Nachkriegsjahre in ihrem Besitz, Filmvorführungen fanden bis 1958 statt. Geschlossen wurde das Kino letztlich nach der Übernahmewelle der VEB Berliner Filmtheater, die die Spielstätte schließen ließ. Nach der Schließung des Kinos 1958 befand sich dort ein Elektronikhandel, in den 2000er Jahren wird das Haus als Hostel, das Erdgeschoss als Restaurant, genutzt. |
| UCI Friedrichshain                                                              | Landsberger Allee 54 (Lage)                             | 1998–2018             | Die „UCI Kinowelt Friedrichshain“ wurde am 9. April 1998 eröffnet. Im Multiplexkino stehen 8 Kinosäle mit 2095 Plätzen zur Verfügung. Als das Kino Kosmos von der UFA zum Multiplex (zehn Säle mit 3420 Plätzen am 18. Dezember 1996 wieder eröffnet) modernisiert war, baute die United Cinemas International (UCI), eine damalige Kinotochter von Universal Pictures und Paramount, mit dem 'UCI Kinowelt Friedrichshain' ihr drittes Multiplex (auch: Am Eastgate – April 1999, Berlin-Gropiusstadt – Oktober 1997) in Berlin. „Der fensterlose gelbgestrichene Bau erinnert mehr an ein Teppich- oder Möbelgeschäft als an ein Kinogebäude.“ () Im Jahresrückblick 2007 im 'tip' Magazin schaffte es der Kinobau in die Liste der zehn „Gebäude, die gesprengt werden sollten“. Ein schmaler Weg führt 50 Meter bis zum glasüberdachten Eingang, über dem die Plakate der aktuell gezeigten Filme hängen. Das Untergeschoss ist mit einer kleinen Ladenzeile ausgestattet. Eine Treppe, eine Rolltreppe und ein Fahrstuhl führen ins Obergeschoss zum Kino. Die Farbgebung der Vorhalle ist in blau, rot und gelb gehalten, den Firmenfarben der UCI Kinogruppe. Das Foyer zieht sich einmal durch das Gebäude, von dem die acht Säle abgehen, bietet aber keine Sitzmöglichkeiten, um auf den Einlass zu warten. Im August 2018 stellte das Kino den Betrieb ein. - Saal 1: 515 Plätze in 18 Reihen, Leinwand: 17,6 m × 9,5 m, Projektion: D-Cinema 2K in 3D und 35 mm in Dolby Digital Datasat und SDDS - Saal 2: 240 Plätze in 14 Reihen, Leinwand: 10,9 m × 5,9 m, Projektion: D-Cinema 2K und Dolby Digital - Saal 3: 194 Plätze in 13 Reihen, Leinwand: 11,0 m × 6,2 m, Projektion: D-Cinema 2K und Dolby Digital - Saal 4: 300 Plätze in 15 Reihen, Leinwand: 13,8 m × 7,5 m, Projektion: D-Cinema 2K in 3D und 35 mm in Dolby Digital - Saal 5: 176 Plätze in 12 Reihen, Leinwand: 10,8 m × 6,0 m, Projektion: D-Cinema 2K und Dolby Digital - Saal 6: 193 Plätze in 13 Reihen, Leinwand: 10,8 m × 6,2 m, Projektion: D-Cinema 2K und Dolby Digital - Saal 7: 300 Plätze in 15 Reihen, Leinwand: 13,8 m × 7,5 m, Projektion: D-Cinema 2K in 3D und 35 mm in Dolby Digital - Saal 8: 177 Plätze in 12 Reihen, Leinwand: 11,0 m × 5,9 m, Projektion: D-Cinema 2K und Dolby Digital |
| UCI Luxe                                                                        | Uber-Platz (Lage)                                       | 2018                  | Das Kino verfügt über 14 Kinosäle mit insgesamt mehr als 1600 Plätzen, die mit Leder-Luxus-Kinosesseln mit elektrisch verstellbaren Fuß- und Rückenlehnen ausgestattet sind. Der größte Kinosaal des Hauses hat 368 Plätze. |
| Viktoria-Lichtspiele                                                            | Frankfurter Allee 24 (Lage)                             | 1919–1943             | „Berlin. Die Eröffnung des Victoria-Lichtbildtheaters (G.m.b.H.) in den Prachtsälen des Ostens, Frankfurter Allee 151, findet demnächst statt. Die Bestuhlung des neuen Unternehmens ist von der bekannten Sitzmöbelfabrik Otto Zimmermann in Waldheim i. Sa. geliefert.“ () Das Haus und die Säle Frankfurter Allee 151/152 entstanden 1905 am Westrand von Friedrichsberg (damals zu Lichtenberg) als Neubau des Architekten Hoppe unweit der zunächst noch nicht existierenden Niederbarnimstraße und entspricht in der Lage dem Haus 24 im seit den 1950er Jahren bestehenden Wohnblock. Seit 1912 (Adressbuch 1913/4218) besteht für das Haus 151/152 (ab 1916: Nr. 48) der Eintrag „Viktoria Lichtbild GmbH“. Die Kinosäle waren in den „Prachtsälen des Ostens“ untergekommen. Das Gebäude kam mit der Bildung Groß-Berlins zum Innenstadtbezirk Friedrichshain und wurde ab 1932 zum Verwaltungsbezirk Lichtenberg überführt. Im Haus gab es nunmehr die „Lichtenberger Lichtbild-Theater GmbH“. Das Kino-Adressbuch führte die Viktoria-Lichtspiele in Berlin NO Frankfurter Allee 152 erstmals 1917, die Gründung der Spielstätte mit 500 Plätzen hatte die Gesellschaft mit dem Jahr 1910 angegeben. Emil Ellermann und Max Förster aus Tempelhof waren Inhaber der GmbH. Gespielt wurde täglich mit zwei Wechseln im Programm, Stummfilme wurden von sechs Musikern untermalt. Um 1929 wurde die Zuschauerkapazität auf 600, 1931 auf 625 Plätze erhöht. Nachdem 1931 die Möglichkeit zur Vorführung von Tonfilmen eingebaut worden war, übernahm 1932 die „Lichtenberger Lichtbild Theater GmbH“ von Max Krüger das Viktoria-Kino. Aber 1935 stellte Max Krüger den Betrieb seines Lichtbild-Theaters ein. Max Krüger wurde im Weiteren Gastwirt am Kurfürstendamm 121 in Charlottenburg. Der Wechsel des Kinobesitzers vom „Viktoria“ fand 1937 mit der (Wieder-)eröffnung durch Willy Hein statt, wobei Gustav Ellermann sein Vorführer und Geschäftsführer wurde. Die Kinovorstellungen endeten wohl 1943 oder 1944. Kurz vor Ende des Krieges befand sich in den Sälen ein Zwangsarbeiterlager. Die „Prachtsäle des Ostens“ wurden vom Betreiber Hans Brandt (der 1943 Saalbesitzer in Schöneberg war) an Siemens & Halske vermietet, die hier das „Lager 10“ einrichteten und im Kino „Viktoria-Theater“ von Willi Hein unterhielt die Deutsche Reichsbahn ein Zwangsarbeiterlager. |
| Volks-Bilder-Bühne                                                              | Krossener Straße 11 (Lage)                              | 1910–1927             | Julius Selky war 1910 mit seinem Café vom Nürnberger Platz in W 50 nach Boxhagen-Rummelsburg in die Crossener Straße 11 gezogen. In seinem Café Hansa wurde ein Ladenkino als Kinematographentheater eingerichtet. Die in der Crossener Straße am Boxhagener Platz eingerichteten „Welt-Lichtspiele“ mit 230 Sitzplätzen wurden 1920 vom Kaufmann Heinrich Schellhase als Spielort seines „Wissenschaftlichen Theaters für Schulkinematografie“ in „Volks-Bilder-Bühne“ benannt. Diese Volks-Bilder-Bühne betrieb der Zivilingenieur Schellhase ab 1925 als Direktor der „Kulturabteilung für wissenschaftliche Schulkinematographie“. 1927 stellte er den Kinobetrieb ein. Das Eckhaus Krossener Straße 11/Max-Gabriel-Straße 17 am Südwesten des Boxhagener Platzes besteht noch als Altbau und die Räume im Erdgeschoss werden gastronomisch genutzt. Die Änderung der Schreibung mit K statt C erfolgte 1931. |
| Welt-Lichtspiele                                                                | Boxhagener Straße 104 (Lage)                            | 1912–1957             | In den Adressbüchern wurde das Kino anfangs unter Lichtenberg geführt, da das Eckgrundstück zur Kreutzigerstraße zuvor in Boxhagen-Rummelsburg lag. Die Boxhagener Chaussee 20 (ab 1920 wird durch Verknüpfung der Boxhagener Chaussee mit der Boxhagener Straße die Adresse zu Boxhagener Straße 104) an der Kreutzigerstraße, 1910 noch Baustelle, wurde 1912 mit einem Wohnmietshaus bebaut. Mit der Vermietung wurde ab 1912 im Erdgeschoss ein Kino (ungefähr 300 m²) eingerichtet. Das Kino besaß 200 Plätze und es wurde täglich gespielt, mit zwei Programmen je Woche. Das Kino wurde von Max David unter dem Namen Welt-Kino (auch zur Abgrenzung Lichtenberger Welt-Kino) bis 1928 geführt. Die Angabe zum Gründungsjahr 1909 mag mit Planungen von Max David begründet sein, er war aber 1911 noch nicht unter den Bewohnern Berlins vermerkt und das Haus existierte noch nicht, die Angabe in den Kinoadressbüchern ab 1928 entsprechen mehr der Wirklichkeit. 1929 übernahm die Lichtenberger Welt-Kino-Ges. mbH von E. Bötel und A. Henschel den Betrieb und Besitz, ihr Vorführer war Siegfried Platen. 1932 wurde L. von Heininger der Inhaber und er baute auf Tonfilmvorführung mit Klangfilmtechnik um. Als Bruno Japke 1937 den Besitz fortführte, hielt er noch 184 Plätze vor, ab 1941 als Welt-Lichtspiele. Das Gebäude und die Kinoräume im Erdgeschoss blieben von Kriegsereignissen unbeschädigt. Der Kinobetrieb in den Welt-Lichtspielen wurde in den Nachkriegsjahren weitergeführt. Als der VEB Berliner Filmtheater auf eine Übernahme der bislang in Ost-Berlin betriebenen privaten Lichtspielhäuser drängte, endete die Vorführung von Filmen am Standort Boxhagener Straße 104. Das Erdgeschoss des Hauses wurde von da an als Ladengeschäft und (wie aktuell) als Gaststätte genutzt. Typisch am Haus ist der Eingang in die Gasträume von an der Tür der im Erdgeschoss abgeschrägten Hausecke. Die „Welt-Kinematograph GmbH“ war einst das größte Unternehmen, das in deutschen Großstädten Kinobetriebe eröffnete. Aus dem Firmennamen war der Name „Das Welt-Kino“ abgeleitet. |
| Wismar-Lichtspiele --- Boxhagener Lichtspiele                                   | Boxhagener Straße 39 (Lage)                             | 1912–1941             | Die Boxhagener Chaussee (in Boxhagen-Rummelsburg) wurde 1920 in die Boxhagener Straße einbezogen. Die Adresse am Kinostandort Boxhagener Chaussee 3 wurde so zu Boxhagener Straße 39. Die Kinobezeichnung Wismar-Lichtspiele bezieht sich auf den 50 m entfernten Wismarplatz. Das Haus mit einem Hintergebäude wurde 1912 fertiggestellt und es zog V. Durzynski mit seinem Kinematographentheater ein. Das Kino mit ungefähr 200 (184–227) Sitzplätzen wurde 1916 von O. Kosti weitergeführt, es besaß den Namen Boxhagener Lichtspiele. Gespielt wurden täglich Stummfilme die musikalisch von zwei bis drei Musiker untermalt wurden. Im Jahr 1920 wechselt der Inhaber: P. & R. Kaiser und im Laufe von 1921 wurde Max Scholz der Inhaber. Spätestens nach dem Inflationszeitraum war ab 1924 Johannes Pohl der Betreiber für vier Jahre. Ihm folgte 1929 als Inhaber Dr. Gerd Briese mit seinem Vorführer und Geschäftsführer Wilhelm Kenzier. Dem Trend zum Tonfilm folgte 1932 der Kinounternehmer Richard Petznick als neuer Inhaber mit Einbau von Klangfilm. 1937 übernahm noch Fritz Wenzel den von ihm „Wismar-Lichtspiele“ genannten Betrieb als Inhaber, er muss das Kino wegen Kriegsschäden 1941 schließen. Bei den Luftangriffen wurde der Grundstücksbereich vom Wismarplatz bis zum Haus 38 schwer getroffen. Das Wohnhaus Boxhagener Straße 38/39 wurde zu Beginn der 1950er Jahre neu aufgebaut. Der Bereich östlich und hinter diesen Häusern blieb als abgezäunte Grünfläche um die Elektrostation unbebaut. |

## Zusatzangaben
1. ↑  Das abgebildete Kinematographen Theater von Karl Knübbel befindet sich tatsächlich in der Neanderstraße 11, seit der Neubebauung 1960 Heinrich-Heine-Straße 10, in Mitte
2. 1 2  Am Westrand der Gemarkung Friedrichsberg (zu Lichtenberg) gehörte um 1910 die Südseite (ausgenommen das Straßenland) zu Lichtenberg, 151–199 gehört zu Friedrichsberg (nach Straubeplan II C von 1910: unbebaut). Die Grundstücke Frankfurter Allee 152–155 sind 1900 (#2194), 1901 (#2279), 1902 (#2377), 1903 (#2554) noch als Baustelle von Rentier C. Loeper aus Lichtenberg notiert, das westlichere Grundstück 151 am Ortsrand gehörte dem Gärtner A. Clotofski und die Grundstücke 156, 157 zur Kreutzigerstraße waren unbebaut. Die Niederbarnimstraße war noch nicht geplant, 1906 als Straße 14 angelegt. Angaben im Adressbuch 1905 (2944): 151 – Baustelle Süddeutsche Immobilienbank * 152, 153 – Baustelle von Loeper * 154 – Neubau von Cohn, *Straße 14*, 155 – Neubau Cohn, 156 und 157 – Mietshäuser, *Kreutzigerstraße*. 1906 (3142) besteht 152, 153 der Neubau von Architekt Hoppe, Frankfurter Allee154.Niederbarnimstraße 1 das Mietshaus von Cohn. Als 1915 die Frankfurter Chaussee un die Frankfurter Allee einbezogen wurde, wechselten die Haus-/ Grundstücksnummern: aus 151, 152 wurde 48 und aus 153 wurde 49. Die Nummerierung wechselte 1951 abermals. Nach Beräumung der Kriegsschäden und dem Vorschlag eines „Kollektivplans“ für die Berliner Mitte von Hans Scharoun wurde in der Stalinallee (Block G) gebaut. Die neue Magistrale verlief vom Alexanderplatz nach Osten, so wurde die Große Frankfurter Straße einbezogen und das auf Nr. 49 entstandene Neubau-Wohnhaus im Block erhielt die Adresse Stalinallee 296. Die Stalinallee wurde 1961 wieder aufgeteilt, so entspricht der vormalige Kinostandort (152/49) der Lage der Adresse Frankfurter Allee 26. Außerdem entspricht Frankfurter Allee 48/alt nun dem Haus 24.

Die Berliner Adressbücher sind nach dem Ausgabejahr bezeichnet, so geben sie abhängig vom Redaktionsschluss die Situation des Vorjahres wieder. Zudem sind jahrgangsweise im Straßenteil nur Bewohner und nicht immer Firmen und Unternehmungen genannt.

## Sonstige Kinos
Zu einigen kurzzeitig betriebenen Kinematographentheatern und Kintöppen lassen sich kaum noch Fakten zusammentragen. Solche Spielstätten und Standorte sind in der folgenden Aufstellung aufgenommen. Aus den Angaben der Adressbücher lässt sich nicht in allen Fällen sicher entscheiden, ob unter der Adresse ein Kinostandort vorlag. Einige Adressen waren (wohl) lediglich Wohnsitz von Kinobesitzern, ohne dass ein Kinematograph betrieben wurde. Teilweise waren Gastwirtschaften die Wirtschaftsbetriebe in denen (nebenberuflich) ein Kinematograph, beispielsweise zur Umsatzverbesserung, aufgestellt war.
- 1906: Romintener Straße 24/25 (seit 1936 Grünberger Straße[185] 50/52 Lage): „Kinematographen-Theater“ von J. Prylewski & Co.[186] Das Haus 24/25 war 1905 der Neubau von Ingenieur Sackhof, 1906 ist das Mietshaus bezogen unter anderem mit Fabrikanten und Händlern, so auch das Kinematographentheater im Parterre. Seine Wohnung hatte Joseph Prylewski in N 28 Schönholzer Straße 22. 1907 lebte Gastwirt Dembrowski im Haus; Prylewski war im Adressbuch nicht mehr als Einwohner aufgenommen.
- 1906–1912: Grüner Weg 28 (O 27, seit 1947: Singerstraße (neu bebaut) vor 26 Lage): Bioskop-Theater[187]. Bis 1904 wohnte Paul Kobus im Mietshaus und betrieb die Gastwirtschaft im Erdgeschoss. In diese Räume im Parterre zog 1906 das Bioscop-Theater von „Blaeske & Pannier“ ein.[188] Ludwig Bläske aus NO 18, Landsberger Straße 105 pt. war der Kinematographischer Theaterbesitzer und mit dem Kaufmann Walter Pannier aus der Friedrich-Karl-Straße 29 war ihr Geschäftssitz in N 31 Brunnenstraße 53 pt, ihr Kinotheater im Grünen Weg. 1908 führte Pannier das Kino weiter, er wohnte O 112, Friedrich-Karl-Straße 29. Das Bioskop-Theater wurde von Pannier 1912 aufgegeben, es ist im zugehörigen Adressbuch nicht mehr unter Grüner Weg genannt. Dafür wurde Pannier Händler mit einer Fleischwarenhandlung in der Friedrich-Karl-Straße 29 I.[189] Eigentümerin jenes Hauses ist A. Pannier, Walter Pannier wurde Expedient für diese Fleischwarenhandlung. Im Grünen Weg 28 gab es kein Kino mehr, wohl aber Restaurants. 1933 wurde der Grüne zum Braunen Weg, bei den Luftangriffen wurde der Kinostandort zerstört. 1945 wurde inoffiziell der Straßenname Roter Weg vergeben und 1947 in Singerstraße[190] benannt und die Südseite in den 1970er Jahren neu bebaut.
- 1907–1908: Revaler Straße 3: Die Mietshäuser 1–5 (fortlaufend) westlich der Warschauer Straße wurden 1906 erbaut.[191] Für das Jahr 1907 wurde das Kinematographentheater von Arthur Starker im Parterre von Mietshaus 3 (32 Mieter) angegeben[192] und ebenfalls für das Parterre im Haus der Gastwirt Bernhard Putzke notiert.[193] 1908 wohnten drei Kellner im Mietshaus. Starker war in die Warschauer Straße 63 verzogen, er wohnte im III. Stock und sein Kinematographentheater befand sich dort im Parterre. Gastwirt Putzker ist für 1908 nicht mehr unter den Berliner Einwohnern notiert. Im Krieg wurden die Häuser Ecke Gubener zerstört und nachher die Ruinen beräumt. Der Kino-Standort wäre aktuell mittig im Supermarkt-Flachbau Ecke Warschauer/Gubener Straße[194]
- 1908–1913: Frankfurter Allee 153 (Lage[195]): „Photo-Elektrisches Theater“. Arthur Templiner[137] war ab 1908 Kinematographenbesitzer im Parterre des Hauses 153. Die Spielzeiten wurden mit „abends 7–11“ angegeben.[196] Seine Wohnung hatte Arthur in O 34 Petersburger Straße 57a, wo auch Karl Templiner wohnte. Karl betrieb dort schon 1907 im Erdgeschoss seine Petersburger Lichtspiele. Arthur Templiner war Schriftsetzer in Rixdorf und zog 1906 nach O 34 Kochhannstraße 38. Das Kino in der Frankfurter Allee 153 betrieb er von 1908 bis 1911. 1912 fand unter den Templiners ein Austausch statt als Karl Templiner Pensionär (S 36 Reichenberger Straße) wurde. Arthur Templiner übernahm die Petersburger Lichtspiele und Paul Templiner wurde mit der Firma „Paul Templiner & Max Hoffer“ der Kinematographenbesitzer in der Frankfurter Allee 153. Die Vorstellungen erfolgten „abends 6–11, Sonntag 3–11“.[197] Max Hoffer besaß bereits als Teilhaber weitere Kinos, so das „Elektra“ in der Warschauer Straße 26. 1914 endete im Haus 153 der Kinobetrieb, dafür hatte die Berliner Haemoglobin Institut GmbH ihren Sitz. Templiner besaß nun ein Kino in der Thaerstraße 54. Ab 1912 hatte im westlichen Nachbarhaus 151/152 die „Viktoria-Lichtspiele GmbH“ ihren Sitz. Anzumerken bleibt auch Schachtmeister Plath, der seit 1910 im Haus 153 wohnte und später im angrenzenden Eckhaus 154 (später Nummer 50) zur Niederbarnimstraße sein Kino führte (siehe dazu Plath-Lichtspiele). Das Grundstück 153 wurde 1915 wegen des Einbeziehens der Frankfurter Chaussee (in Lichtenberg) zu Haus 49.
- 1908–1914: Frankfurter Allee 85[198] (Lage ): Photoskop-, dann „Rensie-Theater“[199] Hier hatte der Theaterdirektor Gustav Behrens im Erdgeschoss schon vor 1905 seinen Theatersaal, ab 1906 wohnte im III. Stock der Kaufmann Julius Behrens. 1907 verzog der Theaterdirektor nach W 30 Goltzstraße 9, und der Kinematographenfabrikant Alfred Duskes zog in diese Räume.[200] Nachdem Duskes[201] in die Kronenstraße verzogen war, richteten sich 1908 der Weinküfer Gustav Lachmann aus S 14 (Sebastianstraße 66) und der Gastwirt Gustav Gardeike aus W8 (Krausenstraße 14) als „Gardeike & Lachmann“ ihr Kinematographentheater ein. 1910 eröffneten „Pelzer und Spieß“ das „Photoskop-Theater“.[202] Frau Johanna Wolff trat 1911 statt Pelzer in die Firma „Wolff & Spieß“ die das Photoscop Theater betrieb,[203] Hellmuth Spieß wohnte O 112 Niederbarnimstraße 9 und Johanna Wolff in O 34 Boxhagener Straße 13. 1912 folgte Adolf Eisner (S 61 Gneisenaustraße 41, Inhaber der „Adolf Eisner Gasglühlichtwerke“) im Besitz des Kinos – nun mit dem Namen „Rensie-Theater“.[204] Das Lichtspielhaus wechselte den Besitzer 1913 zu „Manthey & Vollrath“.[205] Im Mehrparteien-Mietshaus war seit 1910 auch das Bureau des 65. Polizeireviers. Im Berliner Adressbuch 1915 ist eine Kinoeinrichtung im Haus nicht mehr genannt und Manthey und Vollrath lebten nicht mehr in Berlin oder sind nicht eindeutig zuzuordnen. Im Laufe des Krieges sank die Anzahl der Mieter, ab 1918 wurden Räume als Auslieferungs-Filialen von drei Mosse-Zeitungen belegt. Die Adresse des Kinostandortes von 1910 hatte sich 1917 geändert → Nummer 346, als die Frankfurter Chaussee einbezogen wurde. Durch Kriegseinwirkungen 1943–1945 wurden hier die umgebenden Gebäude total zerstört und beim Aufbau der Stalinallee ab 1950 die Fluchtlinien geändert, gegenüber den neuen zurückgesetzten Bauten kam das alte Grundstück vor Nummer 219. Der ehemalige Kinostandort liegt seit der Rückbenennung vor dem Haus Frankfurter Allee 121.
- 1908–1914: Warschauer Straße 63 (Lage): Arthur Starker war im Laufe des Jahres 1908 mit seinem Kinematographentheater 250 Meter aus dem Neubau Revaler Straße 3 Richtung Kopernikusstraße hierher[206] verzogen, er wohnte im III. Stock und sein Kinematographentheater befand sich im Parterre. 1909 übernahm das Kino ein Herr Nerlich,[207] während Starker nach Karlshorst zur Zigarrenhandlung Johann Starker ging und dort als Elektrotechniker tätig wurde. Andererseits war Franz Gromadecki 1909 mit einer Zigarrenhandlung in der Niederbarnimstraße 2[208] eingetragen, 1910 besaß er das Kinematographentheater und wohnte (wohl) als Elektromonteur in der Revaler Straße 12.[209] Er führte bis 1914[210] das Kino und wohnte ab 1912 in Boxhagen-Rummelsburg (Simplonstraße 29a I. Stock). Auf das Jahr 1914 wurden nach dem Tapetenhändler E. Dannappel die Dannappelschen Erben Hausbesitzer und das Kinematographentheater war im Adressbuch 1915 nicht mehr eingetragen, zudem wurde Gromadecki nicht unter den Einwohnern Berlins genannt.
- 1910–1911: Grünberger Straße 13[211] (zwischen Simon-Dach- und Gabriel-Max-Straße Lage): „Kinematograph“ in der Gastwirtschaft: Unter dem Stichwort „Kinematographen in Boxhagen-Rummelsburg“ wird für 1911 die Witwe Krüger (ohne Angabe des Vornamens)[212] aufgeführt. Im Vorjahr[213] war im Haus noch die Fensterreinigung von Paul Krüger im II. Stock und der Kinematographenbesitzer Ferdinand Holländer[214] im Erdgeschoss eingetragen. 1912 kam Boxhagen zu Lichtenberg. Die Witwe Krüger wohnt nicht mehr im Haus 13, die Gastwirtschaft von Rosenblatt bestand weiter. Ungeklärt bleibt was mit dem Kinematographen aus der Grünbergstraße geschah, eine Übernahme durch Robert Winkler (Biophon-Theater) wäre möglich.[215]
- 1910–1923: Rigaer Straße 3 (Lage): Balten-Lichtspiele (200 Plätze). Für 1910 wurde Emil Kowalski mit einem Kinematographentheater im Parterre des Hinterhauses notiert.[216] 1911 nahm er seine Wohnung in der Rigaer Straße 5. Nach 1912 ist Kowalski weder als Mieter noch überhaupt als Einwohner im Adressbuch aufgenommen, Belege in den Kriegsjahren für den Kinobetrieb fehlen zunächst. 1917 wurde in der Rigaer Straße 3 III. Stock der Kinopächter Eduard Dreibrodt angegeben,[217] zuvor war er Kellner in O 112 Schreinerstraße 6 und 1919 ist er im Adressbuch als Handelsmann notiert. Das Kino gehörte ihm weiterhin, letztmals im Adressbuch 1923 wurde Dreibrodt mit der Wohnung in O 112 Mirbachstraße 1 und als Kinobesitzer aufgenommen.[218] Im Laufe des Jahres 1923 verstarb Eduard Dreibrodt, in der Wohnung wurde im Weiteren die Witwe Martha Dreibrodt angegeben. Das Kino besaß ab 1922 der Kinobesitzer Otto Müller.[219] Im Inflationsjahr 1923 war der Kaufmann Rudolf Riech noch der langjährige Hauseigentümer der Rigaer Straße 3 danach die Brunsvigia Grundstücks Erwerbs Gesellschaft. Riech blieb Mieter, ab 1923 wurde der Betrieb von Lichtspielen unter dieser Adresse eingestellt. Unweit vom Balten-Platz (seit 1947 Bersarinplatz) überstand das Wohnhaus Rigaer Straße 3 mit Hinterhaus und Quergebäude den Zweiten Weltkrieg und existiert noch als Altbau.
- 1910–1917: Große Frankfurter Straße 101 (Eckhaus zur Krautstraße 1): Das „Hüttenkino“ befand sich in den Gasträumen im Parterre der Großen Frankfurter Straße. Das Eckhaus gehörte den Bruchmüllers[220]. Die Zeitangabe der Recherche von Allekinos.com ist ca. 1912 bis 1917. Von 1909[221] auf 1910[222] erfolgte ein Besitzerwechsel der „Frankfurter Hütte“. Ab 1913 befand sich in den Räumen das Concert-Café Sorrent.[223] Die Concert-Café Sorrent Sirau & Lange GmbH mit Geschäftsführer Gustav Sierau hatte bis 1918 den Sitz am Straußberger Platz 101.[224] In den Kriegsjahren waren die Gastwirtinnen Elli Lange mit dem Café Orient und A. David eingetragen, 1917 bis 1919 hatte auch der „Verband der Kaffeehausbesitzer Deutschlands“ seinen Sitz hier, ab 1917 befanden sich im Haus drei Filialen von Zeitungen Rudolf Mosses. Mit der Bebauung der Stalinallee geriet die Lage des Grundstücks 30 Meter nördlich vor dem Haus Strausberger Platz 10 Lage). Die Lage ergibt sich im Vergleich der Karte IIA des Straubeplans mit der Ausgabe 1940 und 1993 der K4-Karte 4231 auf Histomapberlin.de (X=26700, Y=21260), südliche Fahrbahn östlich vom (neuen) Strausberger Platz.
- 1911–1912: Frankfurter Allee 32 (1910 auf der Friedrichshainer Seite – Berlin O 34 – der Frankfurter Allee heißt nach mehreren Adressänderungen seit 1961: Frankfurter Allee 55 Lage[225]): „Frankfurter Lichtspiele“. Das Grundstück mit mehreren Quergebäuden liegt in Breite der Straßenfront 150 Meter nach hinten zur Rigaer Straße 39. 1911 war der Besitzer des Kinematographen Albert Henneberg. 1912 hatten im Erdgeschoss des Hauses Wilhelm Düring seine Gastwirtschaft und Clara Düring das Kino.[226] Die Gastwirtschaft im Haus ging ab 1913 an Josef Kasubke. Die (nun) Gastwirtin Klara Düring, geb. Mummert, ging in die Scharnweberstraße 35 (O 112), wo im Weiteren wiederum „Frankfurter Lichtspiele“ bestanden.[227]
- 1912–1913: Große Frankfurter Straße 33[228] (Ecke Fürstenwalder Straße 11b, seit 1961 Karl-Marx-Allee vor Haus 59 Lage). Im Haus der Hollerbachschen Erben befand sich im Erdgeschoss die Schankwirtschaft[4] von Hermann Dindas[229], seine Wohnung im I. Stock. In den Räumen der Wirtschaft wurde (wohl) der Kinematograph aufgestellt und Filme abgespielt. Dindas besaß seine Wirtschaft noch Mitte der 1920er Jahre. In der Fürstenwalder Straße 11b befand sich ebenfalls eine Schankwirtschaft, deren Besitzer öfters wechselte. Für das Kinematographentheater in der Großen Frankfurter Straße 33 wird nach der Recherche aus allekinos.com ca. 1912 bis ca. 1913 genannt.
- 1912–1917: Boxhagener Chaussee 3[230][231] (Lage): Boxhagener Lichtspiele. Sie waren mit 200 Plätzen angegeben, das Lichtbildtheater ist 1912 für Albert Ronneberger eingetragen, der den Wohnsitz im Parterre hatte,[232] aber im Vorjahr und im Folgejahr unter den Einwohnern fehlte. 1913 wurde B. Du(r)czyski der Kinobesitzer, der es auch noch im Folgejahr war, aber im Einwohnerteil des Adressbuchs fehlte. Im Jahr 1915 kam das Kino im Erdgeschoss an Otto Koski,[233] vorher Oberkellner war und die Wohnung im Hinterhaus O 112 Knorrpromenade 11 hatte. Er blieb es noch 1916, im Laufe des Jahres 1917 endete der Kinobetrieb und Koski hatte (wohl) Berlin verlassen. Unter den kinematographischen Vorstellungen wurde die Boxhagener Chaussee 3 nicht mehr genannt, 1919 erhielt das Grundstück westlich der Friedrich-Karl-Straße die Adresse Boxhagener Straße 95,[234] gleichzeitig wechselte das Hauseigentum von Kaufmann Nelte an Clara Schulz. Nach Bombenschäden 1943 wurde der Wohnblock Boxhagener 97 bis Colbestraße 32 in den 1960er Jahren auf beräumtem Ruinengrundstück erbaut.[235] Eine Betrachtung am bestehenden Gebäude gibt keinen Hinweis mehr auf ein Kino, dessen Lage für das fünfgeschossige Wohnhaus Boxhagener Straße 94(/95) galt.
- 1914–1915: Scharnweberstraße 35 (Lage): „Frankfurter Lichtspiele“.[236] Der Kinematograph am Standort Frankfurter Allee 32 war nach der Schließung 250 m entfernt in der Scharnweberstraße 35 weitergeführt worden.[4] Hauseigentümer waren Kaufmann A. Mugdan (Darmstädter Straße 1) und Frau O. Mugdan (Spichernstraße 3). Im Haus hatte die Gastwirtin Clara Düring, geb. Mummert, ihre Wirtschaft im Erdgeschoss, sie wohnte im Hinterhaus III. Stock.[237] Der Umzug war auf Gebiet der Stadt Lichtenberg erfolgt. Nach Recherche auf allekinos.com[238] bestanden die Frankfurter Lichtspiele 1915. Die Gastwirtschaft Düring bestand noch bis 1918 und mit den Mugdanschen Erben als Hauseigentümer kam ein neuer Gastwirt.
- Einige Adressen waren lediglich Wohnsitz von Kinobesitzern, ohne dass auf dem Grundstück ein Kinematograph betrieben wurde.
  - Krossener Straße 18 I. Stock.[239] Hier wohnte ab 1916 der Lehrer a. D. Wilhelm Siegfried, der ab 1918 als Kinobesitzer das Kinematographentheater in O112 Sonntagstraße 23/24 besaß.
- Kopernikusstraße 23 (Lage): Das Wohnhaus gehörte bis 1938 zu Lichtenberg, bei den Luftangriffen blieb es einschließlich Hinterhaus ohne Schaden und dadurch als Altbau erhalten. Im Hause wurde eine Gastwirtschaft betrieben und 1919 war die Möbelfabrik „Linde“ E.G.m.b.H. Hauseigentümer und W. Reckling der Gastwirt. Ab 1919 wohnte der Kinobesitzer Franz Schüßler im II. Stock,[240] der damals noch als Maschinenarbeiter unter den Mietern des Hauses eingetragen war. Schüßler eröffnete die Petersburger Lichtspiele 1919 wieder und besaß zeitweise die Amor-Lichtspiele.
  - Kopernikusstraße 28: Hier wohnte ab 1911 der Kinobesitzer Max Hoffer, er war Inhaber der Firma Hoffer & Rahn und Teilhaber von Templin & Hoffer. Zeitweise war er Inhaber des Kinematographentheaters „Elektra“ in der Warschauer Straße 26.